# Bazylika archikatedralna Świętych Apostołów Piotra i Pawła w Poznaniu
Bazylika archikatedralna Świętych Apostołów Piotra i Pawła w Poznaniu – jeden z najstarszych polskich kościołów i najstarsza polska katedra (od 968), położona na Ostrowie Tumskim w Poznaniu. Jest ona miejscem pochówku pierwszych władców Polski i przypuszczalnym miejscem chrztu Mieszka I. Obecna gotycka katedra powstała w XIV–XV wieku, częściowo odbudowana i regotyzowana po zniszczeniach II wojny światowej. Bazylika wchodzi w skład zabytków i atrakcji trasy turystycznej Traktu Królewsko-Cesarskiego. Od 2017 wielkopostny kościół stacyjny.

## Kalendarium

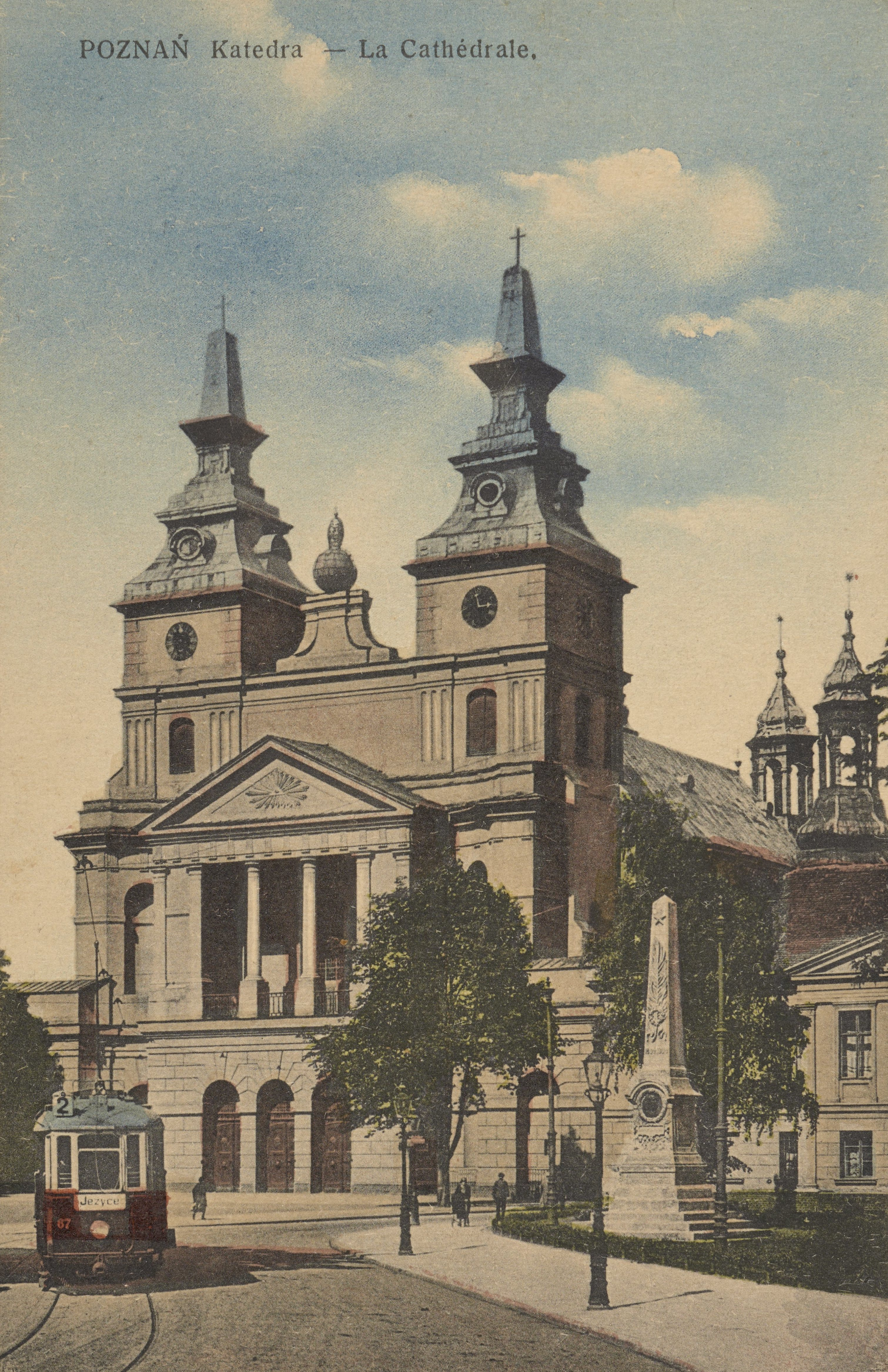
Katedra w okresie międzywojennym, widoczna neoklasycystyczna fasada, która istniała do 1945, gwasz Karola Albertiego

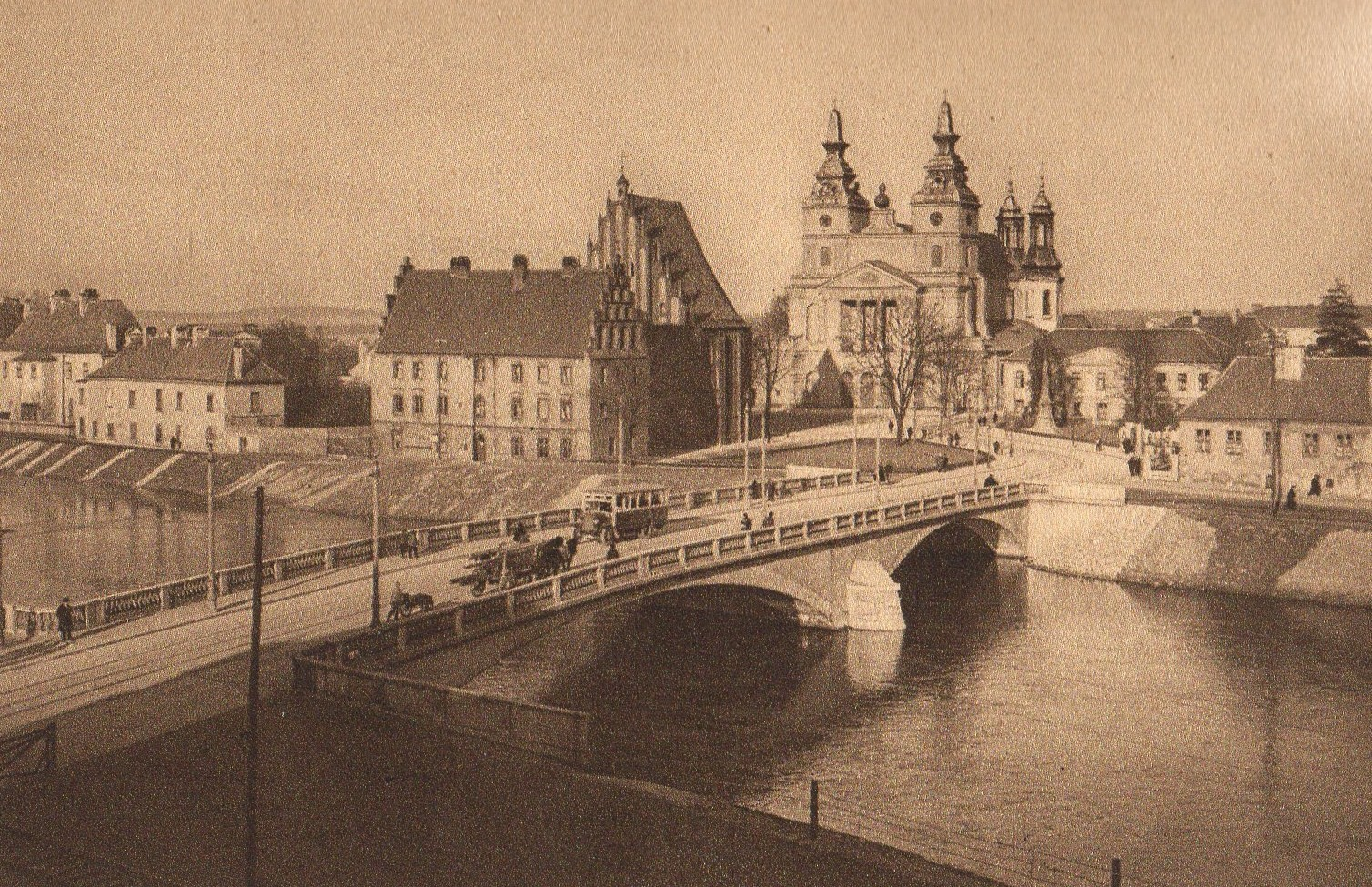
Katedra na tle Mostu Chrobrego, ok. 1929

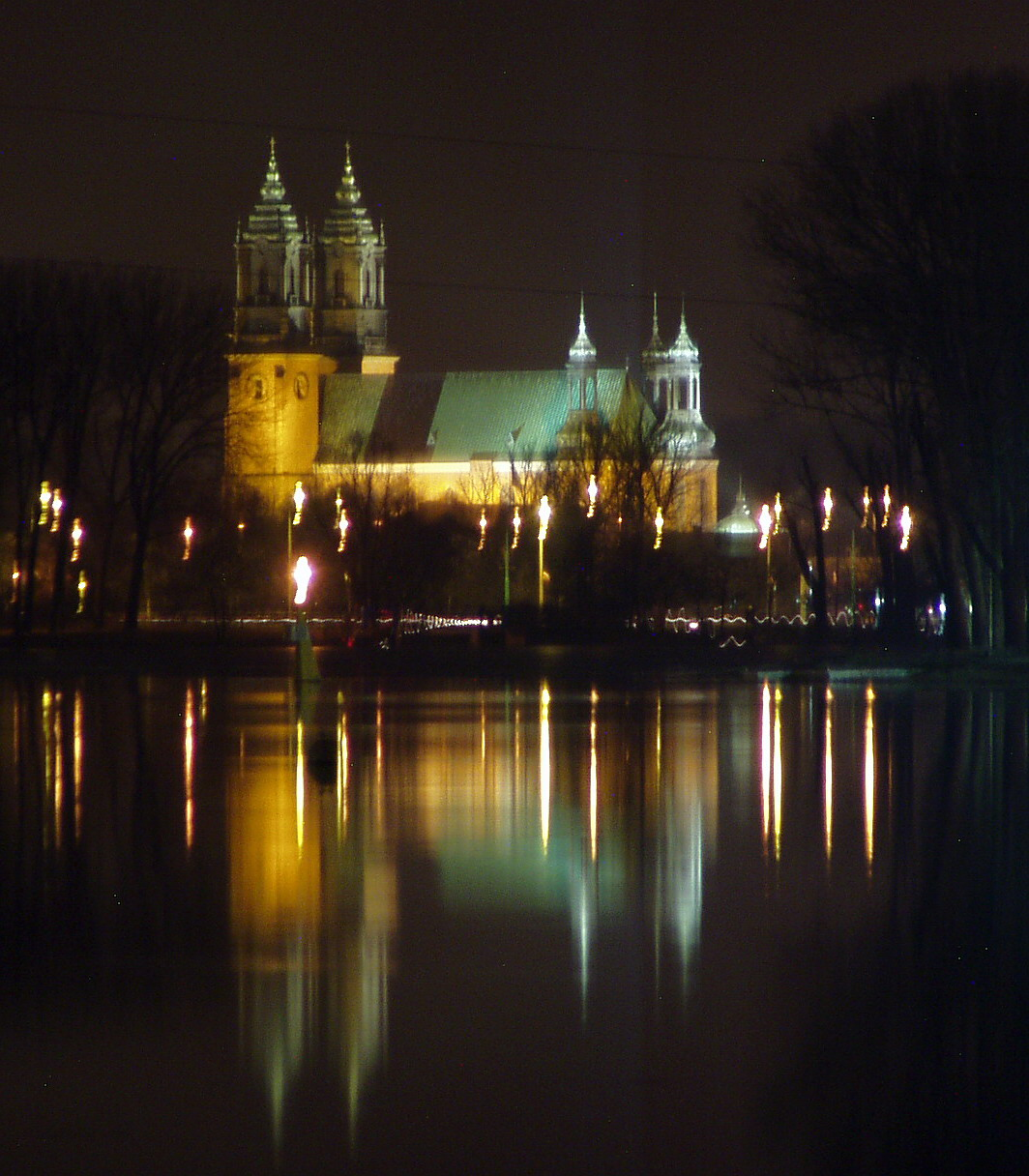
Katedra w Poznaniu nocą – widok od południa

- 968 – ustanowienie diecezji poznańskiej (pierwsze biskupstwo, siedziba pierwszego misyjnego biskupa Polski Jordana)
- lata 80. X wieku – budowa katedry (patronem był św. Piotr, pierwsze biskupstwo otrzymało prawo do tego samego patrona, co siedziba papieża). Pierwsza katedra była trójnawową bazyliką o długości około 40 m z pojedynczą wieżą rozszerzającą się w dolnej części od strony zachodniej. Wzorowana była na kościołach karolińskich (kościół klasztorny w Memleben[3]). W wieży znajdowała się dwupiętrowa empora wysunięta w głąb kościoła od którego oddzielała ją dwuarkadowa galeria wsparta na pojedynczym filarze. Była to najprawdopodobniej loża książęca.
- 1038 lub 1039 – najazd Brzetysława I, upadek diecezji, zagrabiono cenne relikwie kościelne, które następnie biorący udział w wyprawie biskup praski Sewer złożył w katedrze św. Wita w Pradze
- 1075 – przywrócenie diecezji poznańskiej za panowania Bolesława Śmiałego[4].
- XI wiek – katedra romańska, trójnawowa bazylika z dwiema wieżami od strony zachodniej z ciosów kamiennych ufundowana przez Kazimierza Odnowiciela
- 1244–1245 – zburzenie prezbiterium grożącego zawaleniem, na jego miejscu biskup Bogufał II rozpoczął wznoszenie ceglanego, wczesnogotyckiego prezbiterium
- 1262 – zakończenie odbudowy prezbiterium przez biskupa Bogufała III
- poł. XIV wieku – przebudowa korpusu katedry w stylu gotyckim
- 29 września 1341 – ślub Kazimierza Wielkiego z Adelajdą Heską i jej koronacja na królową Polski.
- 1360 – Kazimierz Wielki ufundował sarkofag Bolesława Chrobrego
- 1399–1406 – kolejna przebudowa korpusu i prezbiterium, powstaje ambit i triforyjna galeria wokół prezbiterium.
- XIV i XV wiek – katedra gotycka z wieńcem kaplic i trzema latarniami nad ambitem
- 1509–1513 – przebudowa wież w stylu gotyckim, dodane zostają iglice i korony
- 1622 – zniszczenie przez pożar hełmów wież i dachu
- 1636–1650 – odbudowa w stylu barokowym, początkowo pod kierunkiem Krzysztofa Bonadury Starszego, a następnie braci Antonio i Pompeo Ferrarich
- 1725 – huragan zrywa dach i niszczy wieże
- 1772 – wielki pożar niszczy dachy, sklepienia i wystrój wnętrz
- 1787 – odbudowa fasady zachodniej w stylu klasycystycznym według projektu Efraima Schrögera[5]
- 1790 – zawala się wieża południowa niszcząc sąsiednie kaplice i portal
- 1790–1795 – odbudowa fasady zachodniej według projektu Efraima Schrögera, skorygowanego przez Bonawenturę Solariego[5]
- 1807 (5 listopada) – ślub Jana Henryka Dąbrowskiego z podczaszanką Barbarą Chłapowską (liczna manifestacja patriotyczna)[6]
- 1821 – ustanowienie archikatedry oraz dodanie drugiego patrona – św. Pawła Apostoła przez papieża Piusa VII
- 3 maja 1927 – pierwsza w dziejach polskiej radiofonii transmisja mszy (za zgodą kardynała Augusta Hlonda)[7]
- 1939–1945 – Niemcy rabują skarbiec, wywożą pięć spiżowych płyt nagrobnych, zdzierają miedziany dach, a katedrę zmieniają na magazyn
- 15 lutego 1945 – podczas walk o cytadelę katedra znajduje się w polu ostrzału artylerii. Ocalały jedynie kaplice, wypalone wnętrze odsłania pozostałości z okresu gotyku
- 1946–1956 – odbudowa w formie gotyckiej z przełomu XIV i XV wieku według projektu Franciszka Morawskiego. Prowadzone jednocześnie badania archeologiczne ujawniły pozostałości katedr przedromańskiej i romańskiej
- 29 czerwca 1956 – oddanie katedry do użytku wiernych
- 1956–1960 – renowacja kaplic
- 1962 – ustanowienie bazyliki mniejszej przez papieża Jana XXIII
- 1983 – nawiedzenie archikatedry przez papieża Jana Pawła II

## Katedra – miejsce spoczynku władców z dynastii Piastów oraz hierarchów
Katedra stanowi miejsce pochówków pierwszych władców Polski aż do Kazimierza Odnowiciela, a także członków wielkopolskiej linii Piastów:
- 992 – książę Mieszko I (przypuszczalnie)
- 1025 – Bolesław I Chrobry
- 1034 – Mieszko II Lambert
- 1058 – Kazimierz Odnowiciel
- 1194 – Odon Mieszkowic
- 1239 – Władysław Odonic
- 1257 – Przemysł I
- 1279 – Bolesław Pobożny
- 1296 – Przemysł II

W świątyni spoczywają biskupi i arcybiskupi poznańscy, wśród nich: bp Jan Łodzia, bp Jan z Lutogniewa, bp Mikołaj z Kórnika, bp Piotr Wysz, bp Andrzej Łaskarz, bp Uriel Górka, bp Jan Lubrański, abp Walenty Dymek, abp Antoni Baraniak, i abp Jerzy Stroba, a także prymasi Polski, arcybiskupi Gniezna i Poznania z lat unii personalnej tych dwóch stolic, wśród nich: Tymoteusz Gorzeński, Marcin Dunin, Leon Michał Przyłuski, kardynał Mieczysław Halka-Ledóchowski i Florian Stablewski. Katedra stała się też miejscem pochówku kardynałów: Bolesława Filipiaka – dziekana Roty Rzymskiej oraz Zenona Grocholewskiego – prefekta Kongregacji ds. Edukacji Katolickiej.

## Wygląd zewnętrzny

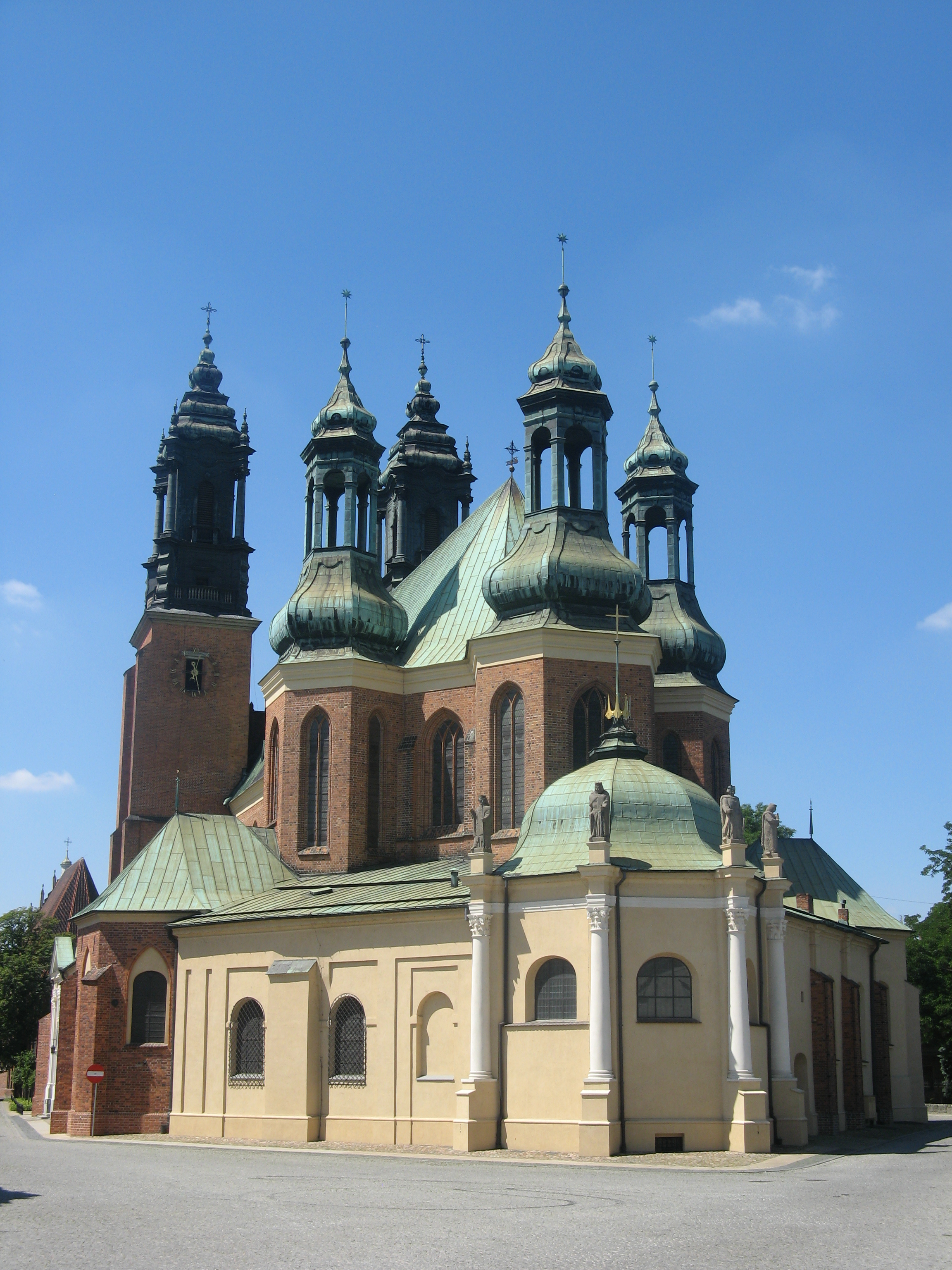
Widok od wschodu

Obecny wygląd katedry pochodzi z okresu odbudowy z lat 1948–1956 prowadzonej pod kierownictwem Franciszka Morawskiego. Przywrócono w niej, na podstawie odkrytych przez pożar w 1945 pozostałości, gotycki wygląd korpusu z przełomu XIV i XV wieku. Hełmy wież są natomiast wzorowane na klasycystycznych, pochodzących z lat 1725–1729. Świątynia zorientowana jest wzdłuż osi wschód-zachód, z prezbiterium po stronie wschodniej. Jest to trójnawowa bazylika na planie krzyża otoczona wieńcem dwunastu kaplic (z czego dwie stanowią ramiona transeptu), dwóch zakrystii i kruchty południowej. W zewnętrznej bryle świątyni nietypowym w polskiej architekturze elementem są łuki przyporowe rozpięte pomiędzy ścianami nawy głównej a wieżami.
Główne wejście znajduje się po stronie zachodniej. Stanowi je ostrołukowy portal z XV wieku, w którym umieszczono brązowe drzwi z 1979 roku autorstwa Kazimierza Bieńkowskiego. Od zewnątrz przedstawiają one sceny z życia św. Piotra, zaś od wewnątrz św. Pawła. Od zewnątrz widoczny łaciński napis nad wejściem: PRIMA SEDES EPISCOPORUM POLONIAE (pierwsza siedziba biskupów Polski).
Nad portalem znajduje się wysokie, gotyckie okno z bogatym maswerkiem, a jeszcze wyżej szczyt z białymi blendami.
Na zewnątrz katedry, naroża Złotej Kaplicy, znajdującej się w osi katedry, zdobią kamienne rzeźby przedstawiające Jordana, Mieszka I, Dąbrówkę i Bolesława Chrobrego dłuta Czesława Woźniaka z lat 1974–1976.

## Wnętrze

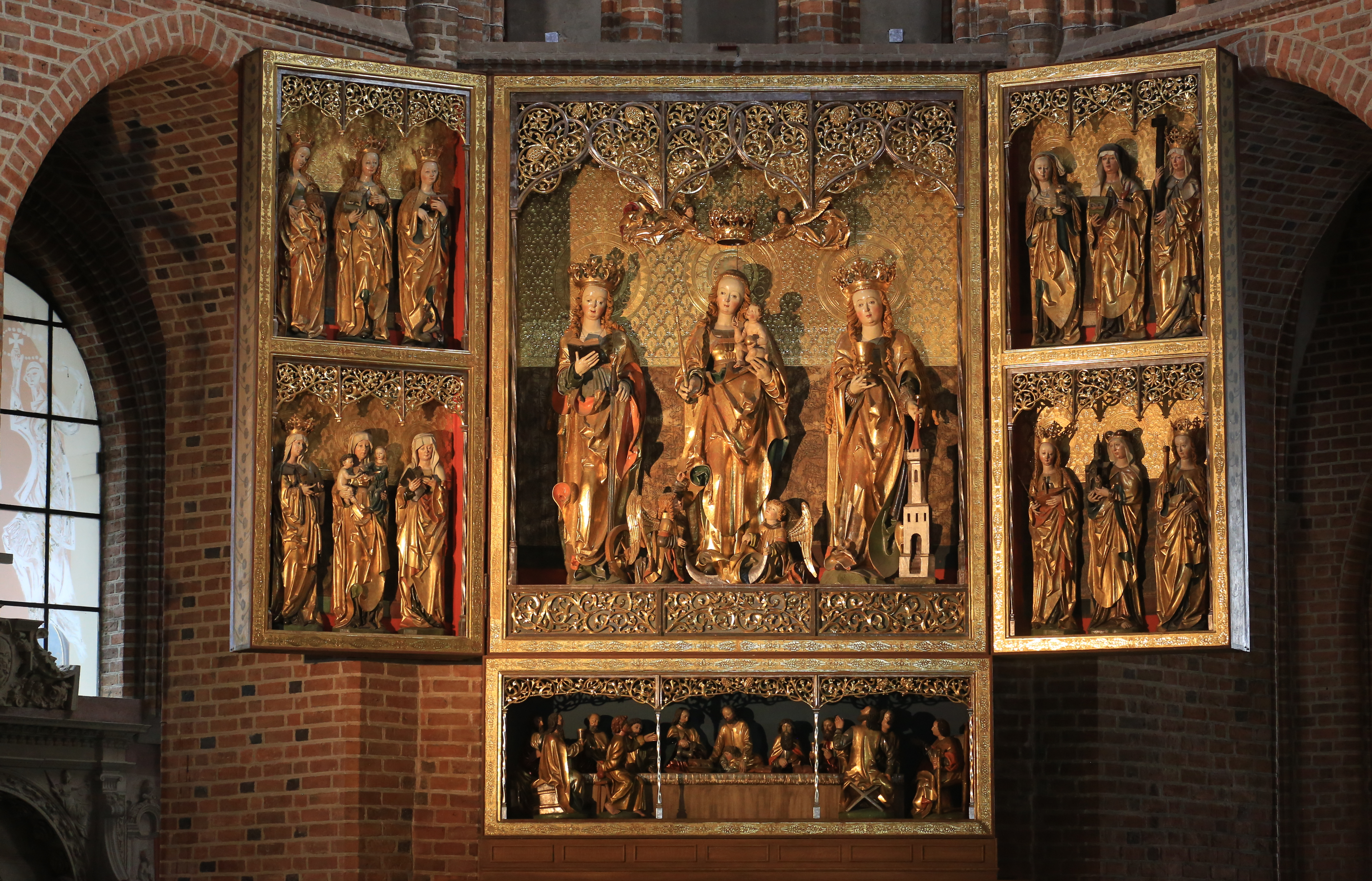
Gotycki poliptyk

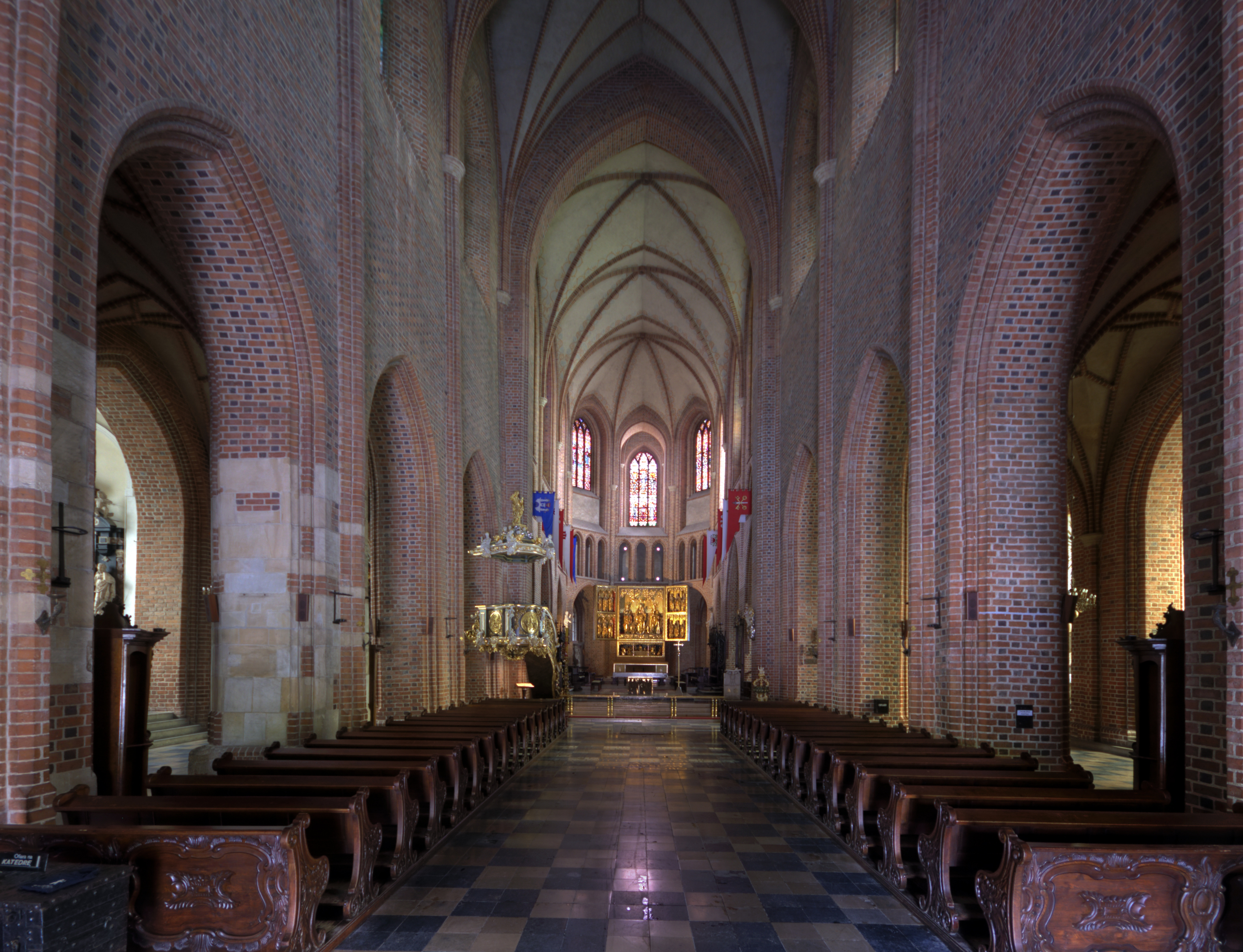
Nawa główna

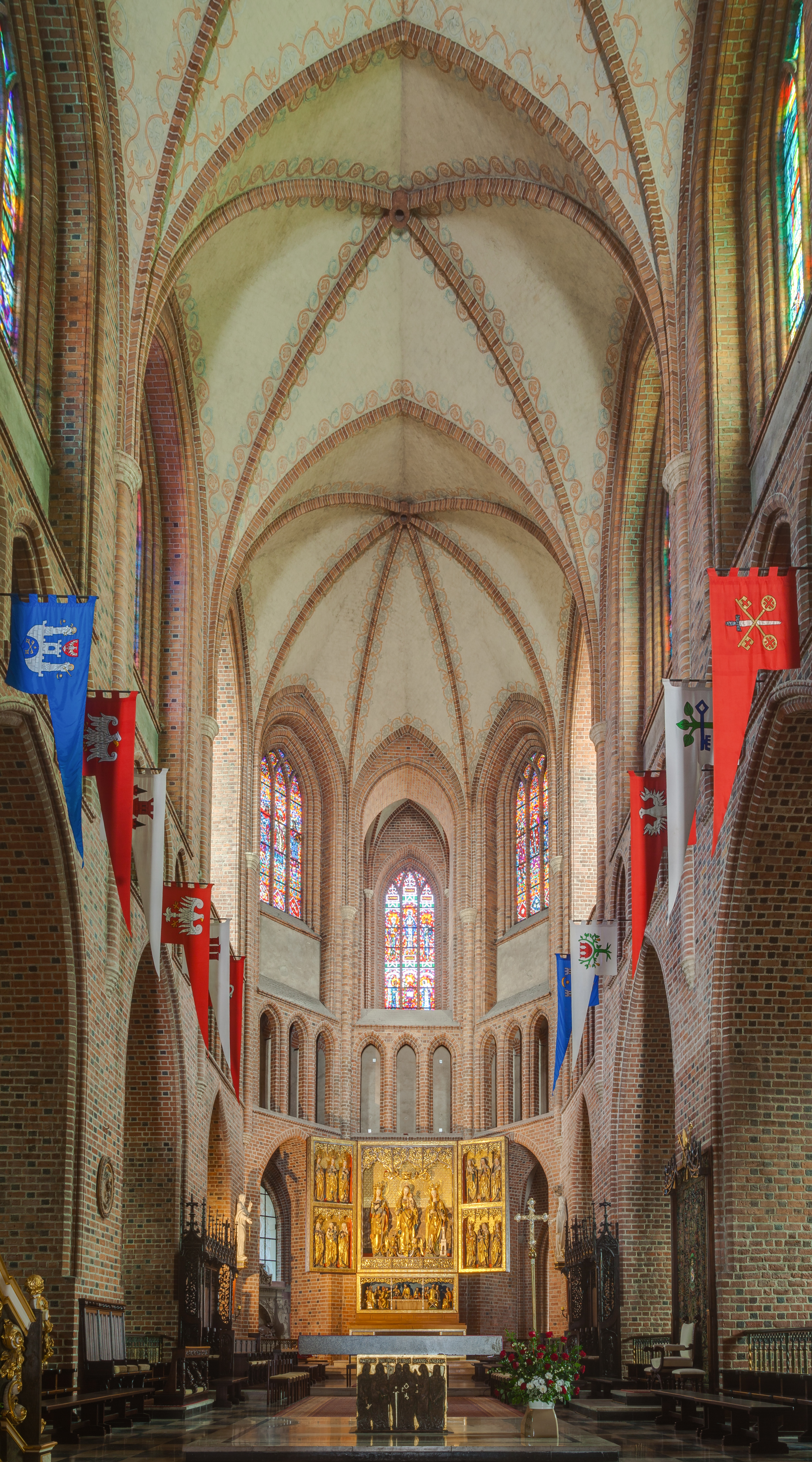
Prezbiterium

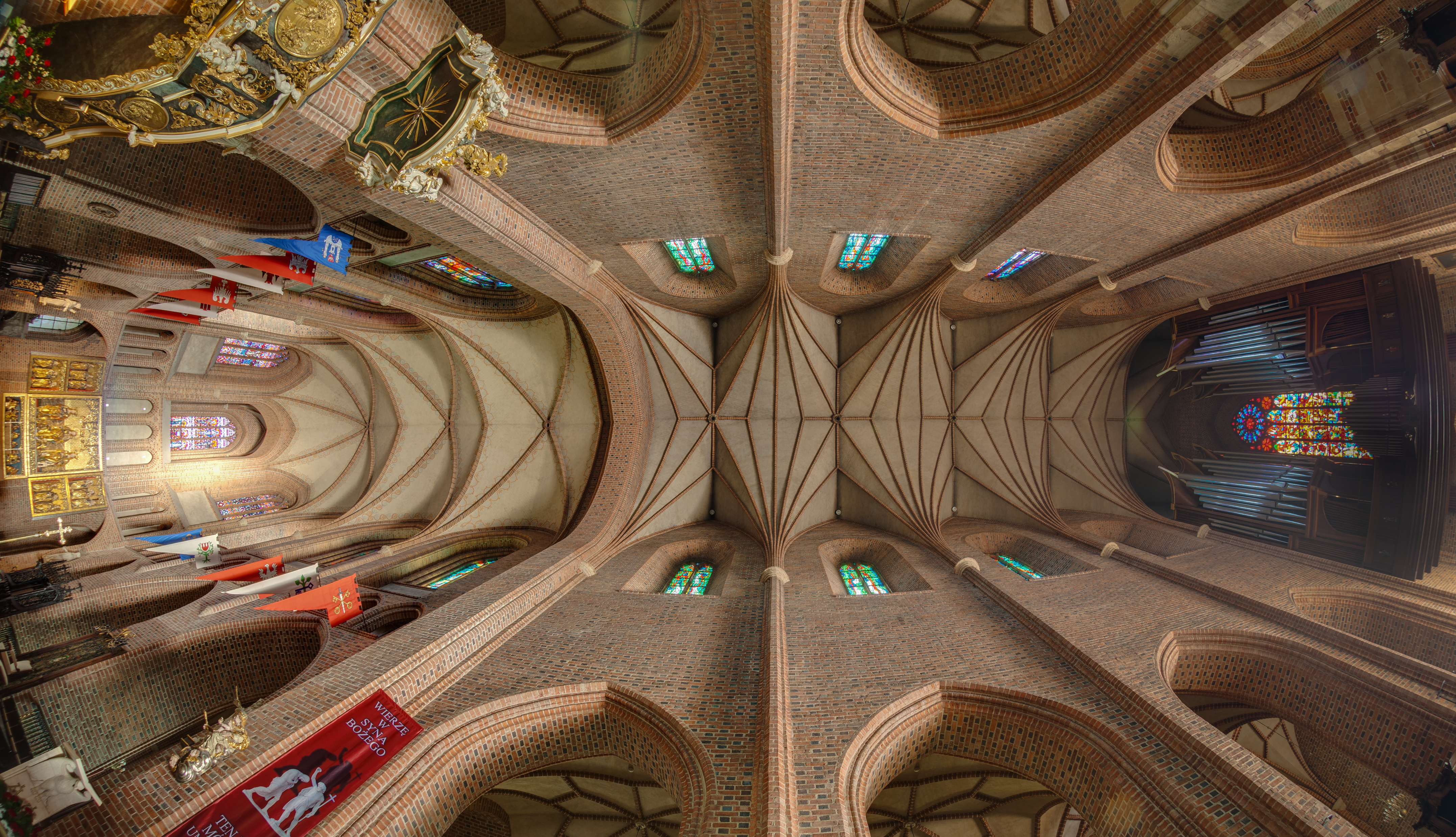
Sklepienie

Katedra ma 72 m długości i 36 m szerokości (łącznie z kaplicami)
W prezbiterium znajduje się poliptyk z przełomu XV i XVI wieku (ukończony w 1512) zakupiony przez władze kościelne i przywieziony z Góry Śląskiej w 1952 roku, wykonany w warsztacie wrocławskim. W szafce środkowej widnieją postacie Najświętszej Marii Panny, św. Barbary i św. Katarzyny. W wewnętrznych skrzydłach widnieje dwanaście świętych niewiast zgrupowanych w trójki:
- w lewej górnej kwaterze: święte Dorota, Agnieszka i Małgorzata
- w lewej dolnej kwaterze: święte Kunegunda, Anna Samotrzecia i Klara
- w prawej górnej kwaterze: święte Maria Magdalena, Otylia i Helena
- w prawej dolnej kwaterze: święte Urszula, Jadwiga i Apolonia

Po ich złożeniu ukazuje się osiem namalowanych scen pasyjnych, eksponowanych podczas wielkiego postu
- w lewej górnej kwaterze: Modlitwa Jezusa w Ogrójcu
- w lewej górnej środkowej kwaterze: Pocałunek Judasza
- w lewej dolnej kwaterze: Cierniem Koronowanie
- w lewej dolnej środkowej kwaterze: Ecce Homo
- w prawej górnej kwaterze: Biczowanie
- w prawej górnej środkowej kwaterze: Chrystus przed Piłatem
- w prawej dolnej kwaterze: Ukrzyżowanie
- w prawej dolnej środkowej kwaterze: Upadek pod Krzyżem

oraz przy zamknięciu ołtarza na zewnętrznej stronie skrzydeł zewnętrznych widnieje dwanaście obrazów namalowanych przez artystę podpisującego się Joh. Veh., przedstawiających czterech świętych: Jana Ewangelisty na wyspie Patmos, Jana Chrzciciela na pustyni, Hieronima i Krzysztofa.
W predelli znajduje się scena Ostatniej Wieczerzy.
Stalle pochodzą z XV/XVI wieku, a trafiły tu ze Zgorzelca. Za tronem biskupim flamandzki gobelin z XVII wieku.
Na ścianach prezbiterium znajdują się późnogotyckie rzeźby ukazujące: św. Piotra, św. Pawła oraz dwóch niezidentyfikowanych ewangelistów oraz Matkę Bożą z Dzieciątkiem na obłokach.
Ambonę z XVIII wieku i chrzcielnicę (z 1720 roku) sprowadzono z poewangelickiego kościoła w Miliczu. Na ambonie znajduje się pięć płaskorzeźb ukazujących sceny z życia Chrystusa, zaś na baldachimie czterech ewangelistów i Chrystus Zbawiciel. Misę chrzcielnicy podtrzymuje natomiast anioł, zaś pokrywę zdobi przedstawienie Boga Ojca oraz woluty.
Pierwsze pięć witraży w prezbiterium, licząc od strony południowej, wykonała pracownia Stanisława Powalisza i Marii Powalisz-Bardońskiej według projektu Wacława Taranczewskiego w latach 1967–1968, zaś dwa pozostałe projektu i autorstwa Marii Powalisz-Bardońskiej powstały w latach 1974–1977.
Na prawym filarze prezbiterium, przy nawie znajduje się tablica upamiętniające wizytę Jana Pawła II w katedrze oraz jego spotkanie z poznańskim duchowieństwem.
Ponad kruchtą znajduje się chór muzyczny, na którym nowe, potężne organy z 2001 roku, zwieńczone herbem arcybiskupa Juliusza Paetza.
Pod emporą znajdują się przeniesione z kościoła w nieistniejącej już dziś wsi Chojnica (obecnie ruiny na poligonie w Biedrusku): nagrobek Jana Przecławskiego (zm. 1540), wspólny nagrobek Janusza Przecławskiego (zm. 1595) i Anny z Sadów Przecławskiej (zm. 1598) oraz epitafium Piotra Przecławskiego (zm. 1555). Powyżej znajduje się witraż projektu Wacława Taranczewskiego, wykonany przez Zygmunta Kośmickiego z 1966 roku przedstawiający przekazanie kluczy św. Piotrowi.

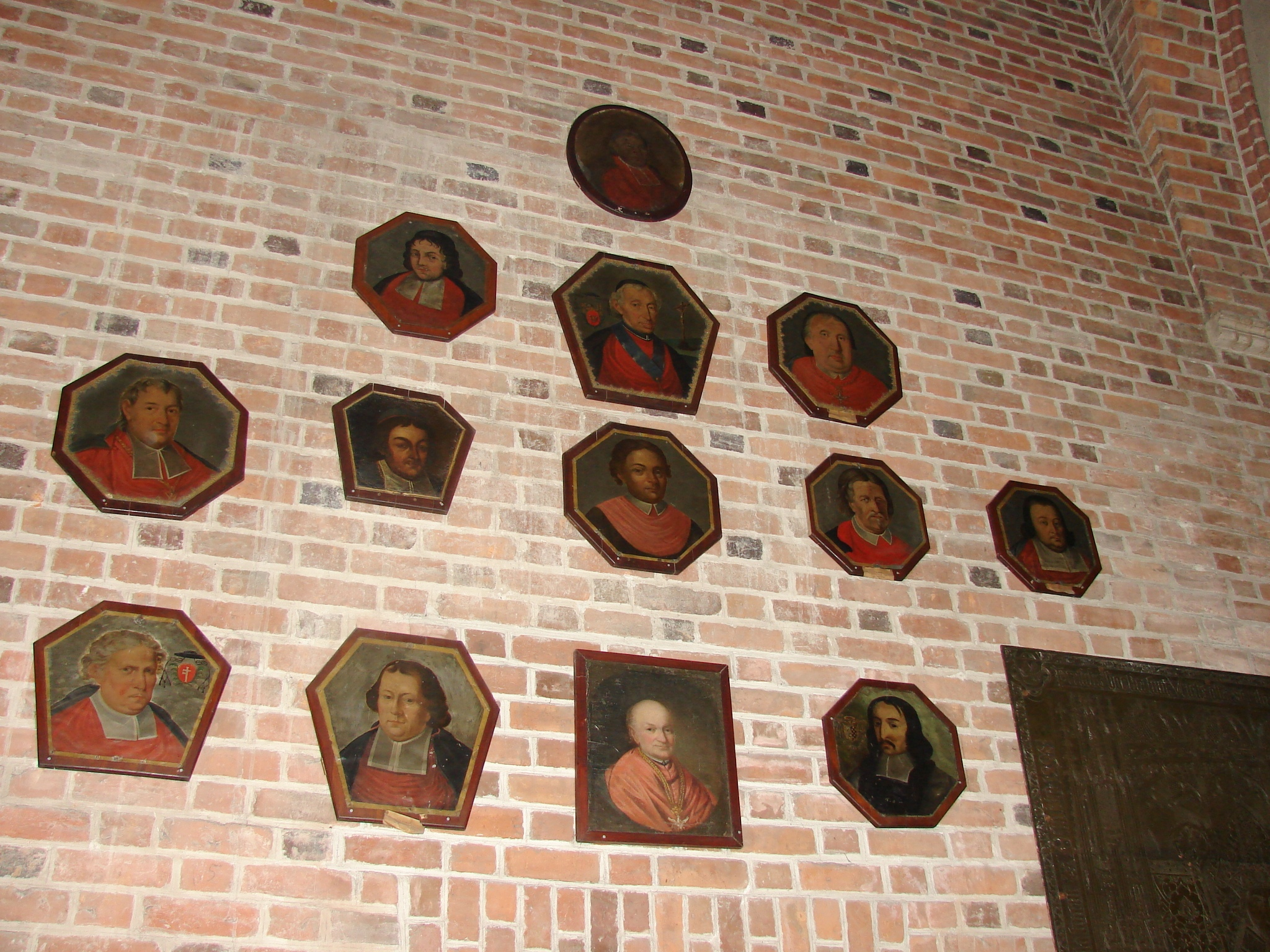
Portrety trumienne nad wejściem do zakrystii prałackiej

W północnej nawie bocznej, przy jej zachodnim krańcu, znajduje się wmurowana w ścianę kamienna płyta nagrobna dziekana kapituły poznańskiej Adama Dąbrowskiego (zm. 1494), dalej na wschód znajduje się nagrobek kantora Wawrzyńca Kierskiego (zm. 1595). Kolejny nagrobek, położony jeszcze bardziej na wschód, należy do kanonika i wikariusza generalnego Michała Sławińskiego (zm. 1605). Nad nim zaś znajduje się kopia miecza świętego Piotra, którego oryginał przechowywany jest w Muzeum Archidiecezjalnym. Na północ od miecza, nad wejściem do zakrystii znajduje się kolekcja portretów trumiennych z XVIII wieku. W ambicie przy zakrystiach znajduje się nagrobek Benedykta Izdbieńskiego. Wykonany około 1560 przez polskiego rzeźbiarza renesansowego Jana Michałowicza z Urzędowa
Po lewej stronie Złotej Kaplicy znajduje się brązowa płyta z 2002 roku autorstwa Romana Kosmali przedstawiająca Bolesława Chrobrego oraz wizerunek jego nagrobka ufundowanego przez Kazimierza Wielkiego, który niegdyś znajdował się w katedrze. Po prawej stronie Złotej Kaplicy epitafium kanonika Franciszka Wolińskiego (zm. 1752). Naprzeciwko, wykonany w gdańskim warsztacie Wilhelma Richtera, nagrobek biskupa Adama Nowodworskiego (zm. 1634), który wieńczy scena figuralna przedstawiająca Chrystusa Zmartwychwstałego oraz św. Piotra i św. Pawła, dalej na południe, w ambicie przy kaplicy Matki Boskiej Częstochowskiej w ścianie znajduje się wmurowany fragment renesansowego epitafium niezidentyfikowanego kanonika.
W południowej nawie, tuż przy kaplicy Serca Jezusowego, kamienna płyta nagrobna dziekana kapituły Teodoryka Pradela (zm. 1383), dalej na zachód, przy kaplicy Matki Boskiej Anielskiej wczesnobarokowe epitafium kantora Wojciecha-Trach-Bnińskiego (zm. 1561). Dalej, nad wejściem do południowej kruchty, wykonane w 1893 przez Władysława Marcinkowskiego epitafium biskupa Juliusza Dindera (zm. 1893)

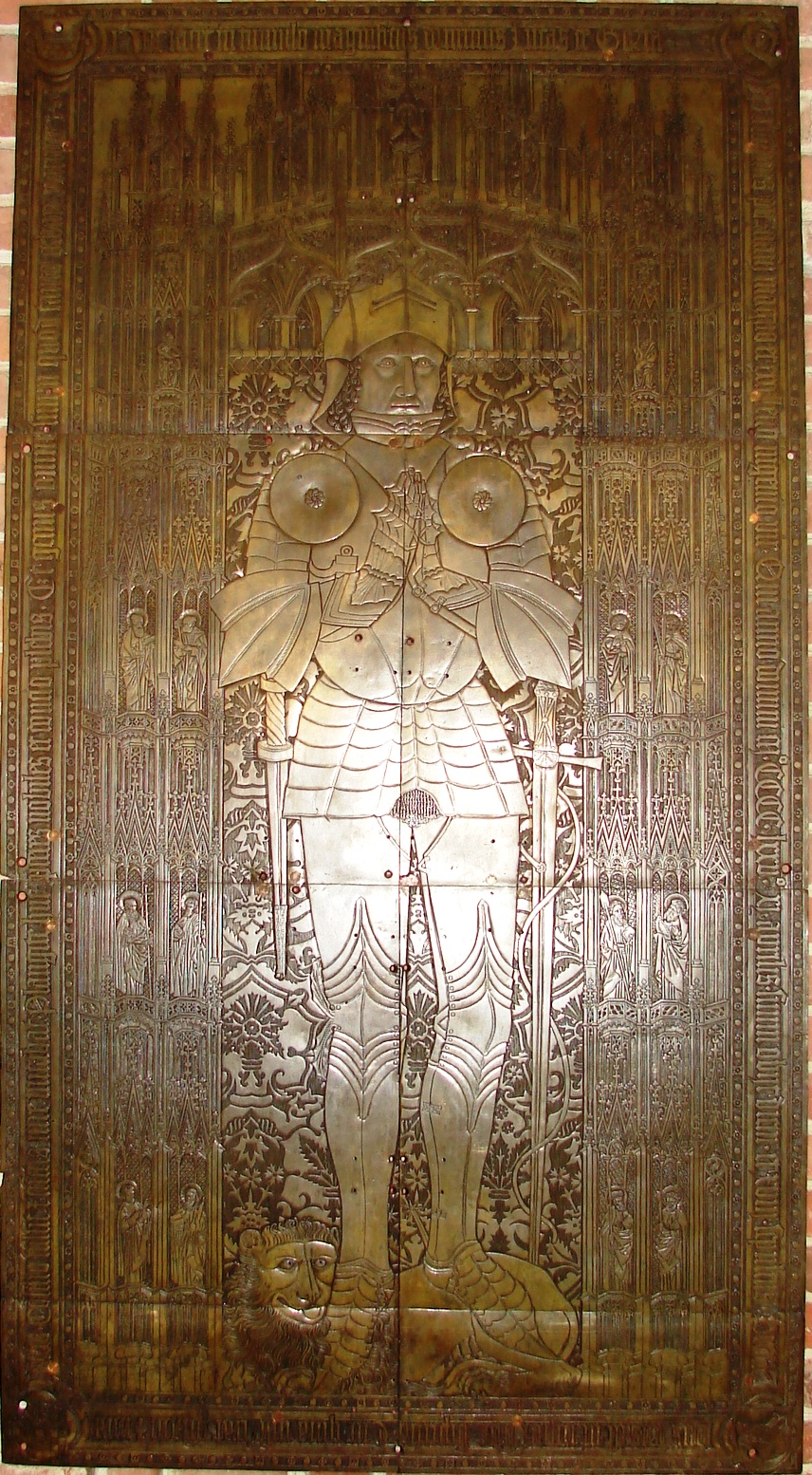
Płyta Vischerowska z nagrobka wojewody Łukasza I Górki

Z wojennej pożogi ocalało pięć późnogotyckich nagrobnych płyt spiżowych o dużej wartości artystycznej (najliczniejszy zbiór w Polsce), które powstały w różnych okresach w XV i XVI w. Trzy pochodzą ze sławnego wówczas norymberskiego zakładu Hermana i Piotra Vischerów, a pozostałe z innych warsztatów. Do katedry wróciły dopiero w 1999, zrabowane najpierw przez Niemców, a odnalezione w 1990 w Ermitażu):
- Łukasza I Górkę – wojewodę poznańskiego (zm. 1475) – przy kaplicy św. Franciszka Ksawerego
- Uriela Górkę – biskupa poznańskiego (zm. 1498) – przy kaplicy Najświętszego Sakramentu
- Andrzeja z Bnina – biskupa poznańskiego (zm. 1479) – przy wejścia do zakrystii
- Andrzeja Grodzickiego – kanonika poznańskiego (zm. 1550) – przy kaplicy Matki Boskiej Anielskiej
- Bernarda Lubrańskiego – kanonika poznańskiego (zm. 1499) – pomiędzy kaplicą św. Jana Kantego a kruchtą południową

W posadzce w nawie głównej, przed prezbiterium wmurowano imiona władców spoczywających w katedrze. Znajduje się tam również płyta upamiętniająca biskupa Jordana z 2000 roku.

## Wieniec kaplic

1. Kaplica św. Marcina
2. Kaplica św. Józefa
3. Kaplica św. Cecylii
4. Kaplica Matki Boskiej
i św. Franciszka Ksawerego
5. Kaplica Najświętszego Sakramentu
(Górków)
6. Złota Kaplica
7. Kaplica Matki Boskiej Częstochowskiej
i św. Stanisława Kostki
8. Kaplica Serca Jezusowego
9. Kaplica Matki Boskiej Anielskiej
(Szołdrskich)
10. Kaplica św. Trójcy
11. Kaplica św. Jana Kantego
12. kruchta południowa
13. Kaplica św. Stanisława biskupa
14. wieża południowa
15. wieża północna
16. ambit
17. prezbiterium
18. nawy boczne
19. zakrystia prałacka
20. zakrystia wikariuszowska
(klerycka)

Wieniec kaplic otaczających świątynię uniknął większych zniszczeń podczas pożaru w 1945 i do dziś zachował się ich oryginalny wystrój.

### Kaplica św. Marcina

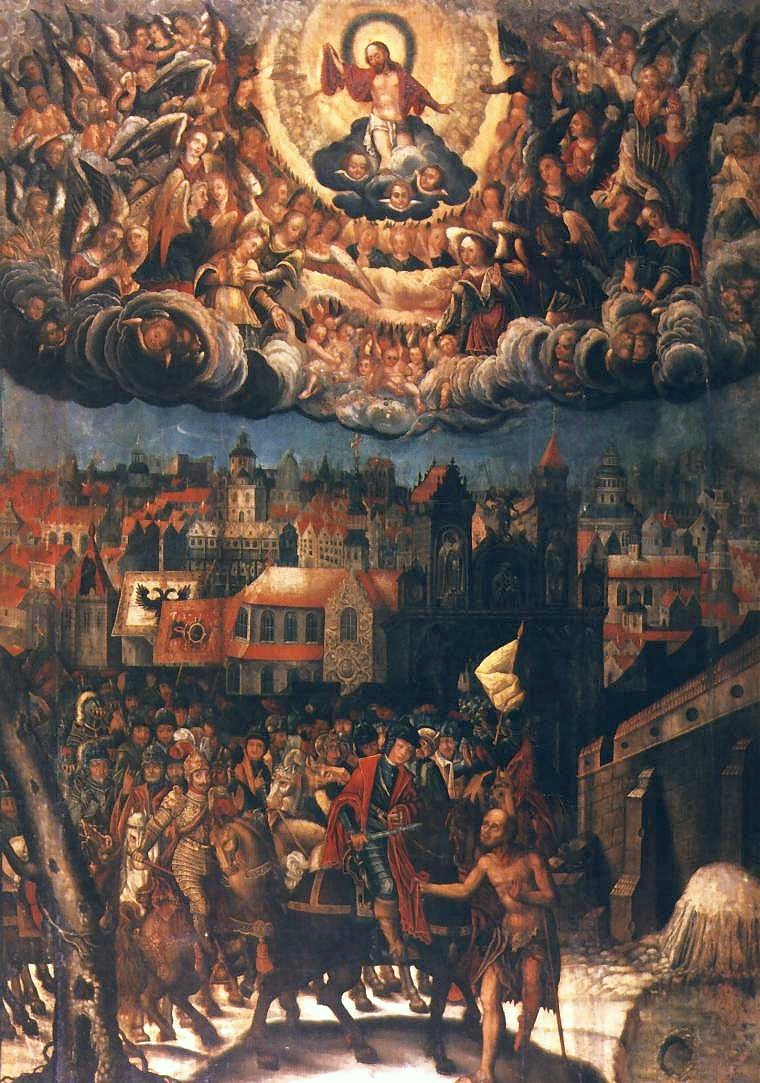
Wjazd św. Marcina do Amiens

Znajduje się w niej ołtarz (wykonany w latach 1905–1906), a w nim obraz z 1628 roku namalowany przez proboszcza kościoła św. Wojciecha Krzysztofa Boguszewskiego, przedstawiający wjazd św. Marcina do Amiens, dzielącego swój płaszcz. W górnej części malowidła Chrystus w otoczeniu chórów anielskich okrywa się identyczną połową płaszcza. Święty ma twarz Władysława IV Wazy, wówczas królewicza, zaś postać rycerza towarzysząca św. Marcinowi, króla Zygmunta III Wazy. Obraz powstał dla opata Marcina Łętowskiego z klasztoru w Paradyżu, a do katedry trafił po jego kasacie w 1832.
W kaplicy znajduje się również pomnik arcybiskupa Walentego Dymka – inspiratora odbudowy katedry po zniszczeniach II wojny światowej, dłuta Czesława Woźniaka z 1964.

### Kaplica św. Józefa
Do 1905 znajdowała się tu kruchta. Neoklasycystyczny ołtarz powstał w 1905 roku. Figura w nim przedstawia św. Józefa z dzieciątkiem. W zwieńczeniu ołtarza, namalowany w XIX wieku obraz okazujący św. Izydora Oracza.
Ponadto w kaplicy znajduje się neorenesansowy nagrobek kardynała Mieczysława Ledóchowskiego (zm. 1902) z 1903 roku dłuta Władysława Marcinkowskiego oraz ku czci księży, którzy zginęli w hitlerowskich obozach koncentracyjnych autorstwa Kazimierza Bieńkowskiego z 1964.

### Kaplica św. Cecylii

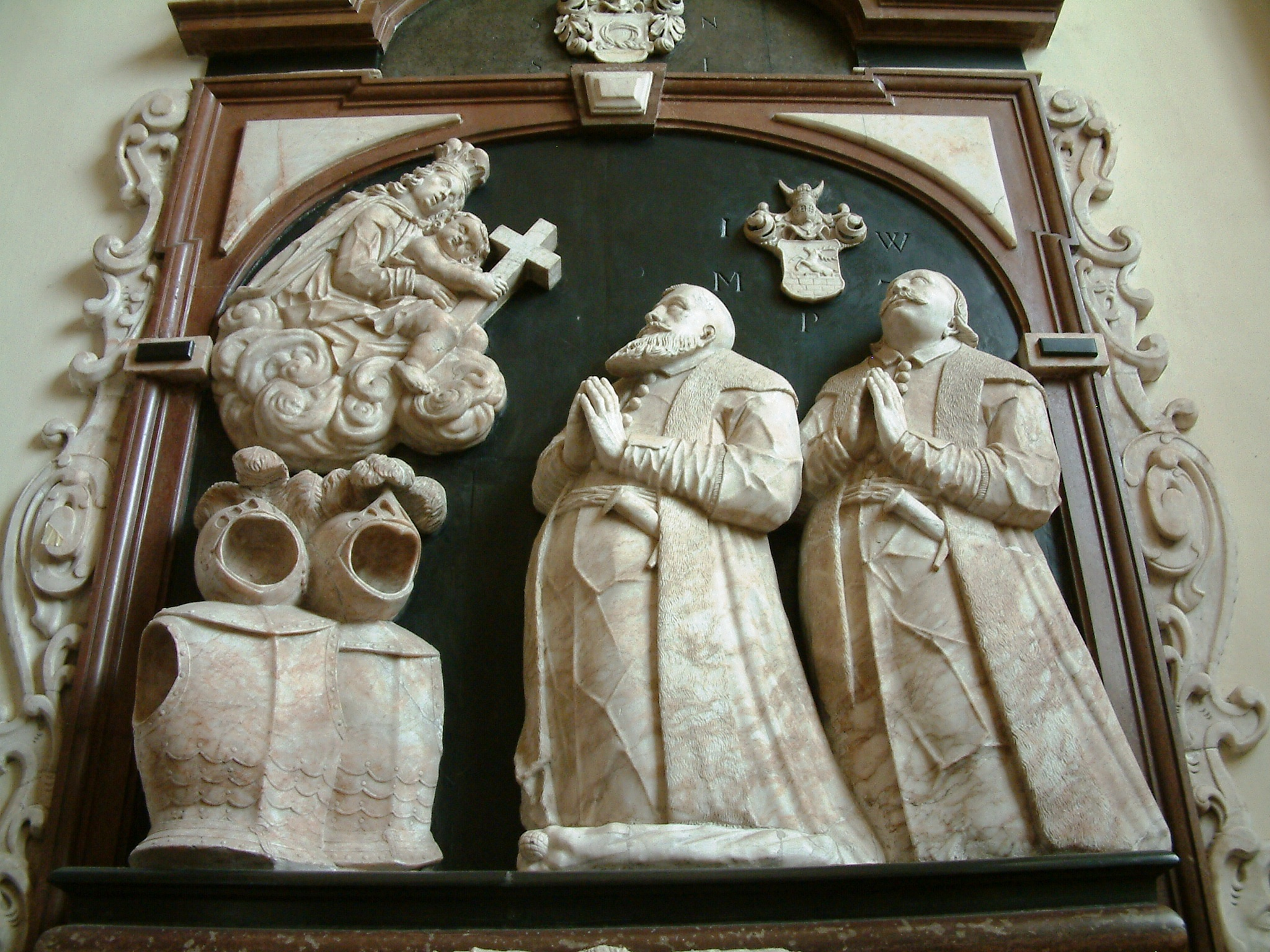
Epitafium Zygmunta Raczyńskiego i Jana Wąglikowskiego

Wczesnobarokowy ołtarz z około 1652 roku, a w nim włoski obraz z pierwszej połowy XVII wieku przedstawiający św. Cecylię przy organach, podarowany przez Edwarda Raczyńskiego, namalowany przez Guerciniego (J.F. Barbieri). W predelli cud św. Antoniego, zaś w zwieńczeniu Złożenie do Grobu. Obie płaskorzeźby pochodzą z 1652 roku. Po bokach znajdują się figury św. Barbary i św. Katarzyny.
Pod oknem znajduje się płyta nagrobna biskupa Sebastiana Branickiego (zm. 1544) z czerwonego marmuru, a nad nią epitafium biskupa Teofila Wolickiego (zm. 1829).
Na zachodniej ścianie znajduje się epitafium z XVII wieku. Przedstawia on klęczące postacie starosty nakielskiego Zygmunta Raczyńskiego (zm. 1677) i jego szwagra, sekretarza królewskiego Jana Wąglikowskiego (zm. 1652). Trafiło ono tu w 1842 z kościoła bernardynów w Bydgoszczy.

### Kaplica Matki Boskiej i św. Franciszka Ksawerego
Ołtarz późnobarokowy z końca XVIII wieku. W ołtarzu obraz Matki Bożej z Dzieciątkiem z początku XVI wieku, zaś w zwieńczeniu namalowany w XIX wieku obraz św. Franciszka Ksawerego.
Naprzeciwko ołtarza znajduje się wapienny nagrobek biskupa Łukasza Kościeleckiego (zm. 1597). W zwieńczeniu nagrobka znajduje się klęcząca przed Chrystus Zmartwychwstałym figura fundatora Jana Kościeleckiego – bratanka biskupa.
Wystroju dopełnia obraz wotywny ukazujący rodzinę Przecławskich z Knyszyna z około 1590 pędzla nieznanego poznańskiego malarza, który trafił on tu po zlikwidowaniu kościoła w Chojnicy i znajdujący się pod oknem brązowy pomnik kardynała Augusta Hlonda (zm. 1948) zaprojektowany przez Józefa Stasińskiego w 1962 roku.

### Kaplica Najświętszego Sakramentu (Świętego Krzyża, Górków)
Powstała w 1481 roku z fundacji biskupa Uriela Górki z połączenia dotychczasowych kaplic św. Zofii i św. Leonarda
Na ścianie zachodniej znajduje się monumentalny grobowiec rodziny Górków wykonany z białego wapienia i czerwonego marmuru w 1574 w Krakowie przez Hieronima Canavesi. Ufundował go Andrzej II Górka – kasztelan międzyrzecki, syn Andrzeja I. W poziomych niszach leżą postacie Andrzeja I Górki (zm. 1553) – kasztelana poznańskiego i starosty generalnego Wielkopolski oraz jego żony Barbary z Kurozwęckich. W niszach pionowych stoją od strony nawy: Łukasz II Górka (zm. 1542) – biskup włocławski i Uriel Górka (zm. 1498) – biskup poznański. Poniżej na reliefie znajdują się postaci sześciorga dzieci Andrzeja I i Barbary. Zwieńczenie stanowi figura Chrystusa Zmartwychwstałego. Tablica fundacyjna przedstawia Andrzeja II klęczącego przed krucyfiksem i herbem Górków – Łodzią.
W rodzinnym grobowcu nie spoczęli jedynie Łukasz III Górka (zm. 1573) – wojewoda poznański, Andrzej II Górka (zm. 1583) – starosta generalny Wielkopolski i Stanisław Górka (zm. 1592) – wojewoda poznański. Odmówiono im pochówku w katedrze z racji ich protestanckiego wyznania.
W barokowym ołtarzu, wyrzeźbionym przez pochodzących z Poznania Bernarda Smolke i Jana Maltzana w latach 1783–1787, wisi pochodzący z 1522 cudowny, polichromowany krucyfiks, przeniesiony tu w 1652 otoczony przez dary wotywne – plakiety przedstawiające Mękę Pańską. Po bokach krucyfiksu w ołtarzu rzeźby Matki Bożej i Jana Ewangelisty.
Według legendy pewnego razu skazano na śmierć niewinnego człowieka. Wywołało to wielkie wzburzenie wśród mieszkańców, którzy nie widząc innego wyjścia zaczęli się żarliwie modlić. Kat wyprowadził skazanego z więzienia, które znajdowało się w piwnicy ratuszowej i posadził go na wozie. Ponury kondukt przejechał ulicą Wrocławską, kierując się w kierunku tradycyjnego miejsca kaźni znajdującego się na terenie dzisiejszej Wildy. Gdy przejeżdżano pod Bramą Wrocławską, Chrystus z wiszącego na niej krucyfiksu miał krzyknąć „Jam niewinien!”. Skazany odzyskał wolność, a krucyfiks przeniesiono do katedry.
Na ścianie wiszą epitafia Wojciech Tolibowskiego (zm. 1663) – biskupa poznańskiego, jego brata Ludwika Tolibowskiego (zm. 1673) – kanonika i dziekana kapituły poznańskiej i Mikołaja Zalaszowskiego (zm. 1703) – archidiakona, rektora Akademii Lubrańskiego oraz profesora prawa i historii na Uniwersytecie Jagiellońskim oraz tablica poświęcona Andrzejowi II Górce. Polichromia pokrywająca wolne przestrzenie, to pochodzące z 1952 sgraffito według projektu Jerzego Hoppena przedstawiająca na stropie czterech ewangelistów i Ostatnią Wieczerzę. Kaplicę zamyka gdańska krata z około 1680 roku.

### Złota Kaplica (Królów Polskich)

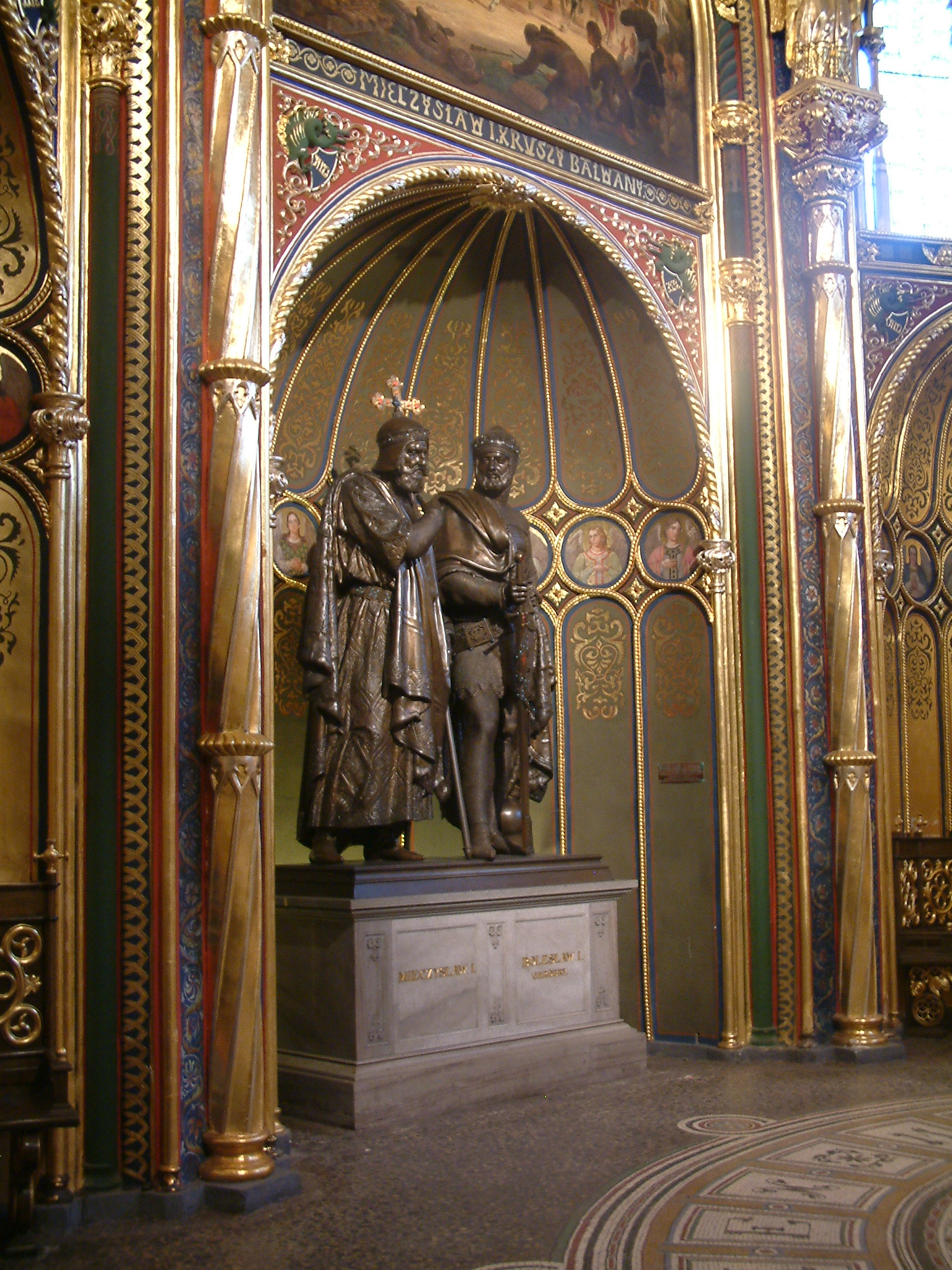
Złota Kaplica w Poznaniu – posąg Mieszka I i Bolesława Chrobrego

Znajduje się dokładnie w osi kościoła. W 1815 Z inicjatywy późniejszego biskupa, księdza Teofila Wolickiego powstał komitet budowy nowej kaplicy pod przewodnictwem hr. Edwarda Raczyńskiego. Zaakceptowano projekt Franciszka Lanciego, który zakładał powstanie, na miejscu gotyckiej kaplicy Najświętszej Marii Panny, mauzoleum w stylu bizantyjskim na planie ośmioboku. Kaplicę przebudowano w latach 1836–1837, zaś wyposażenie skompletowano do 1841 roku
Na prawo od wejścia znajduje się neogotycki sarkofag pierwszych władców. Ponad grobowcem znajduje się obraz Bolesław Chrobry i Otton III u grobu św. Wojciecha.
Po przeciwnej stronie stoi pomnik władców, a nad posągiem umieszczony jest obraz Mieczysław I kruszy Bałwany.
Naprzeciwko wejścia znajduje się ołtarz z mozaiką przedstawiająca scenę wniebowzięcia Najświętszej Marii Panny, a stole ołtarzowym figury dziesięciu dziewic. Na podłodze znajduje się mozaika z napisem: Miecislaus Dux Boleslaus Rex.
Kopuła przedstawia Boga Ojca w otoczeniu cherubinów. Poniżej znajdują się przedstawienia dwudziestu świętych i błogosławionych, poniżej medaliony z 34 najstarszymi polskimi herbami szlacheckimi, a pod nimi, osiem tarcz z herbami kapituł najstarszych diecezji.
Pod herbami kapituł osiem aniołów stojących na półkolumnach, których kapitele wspierają orły. Poniżej fryz z głów cherubinów.
Wejście do kaplicy zamyka krata z 1838 roku.

### Kaplica Matki Boskiej Częstochowskiej i św. Stanisława Kostki

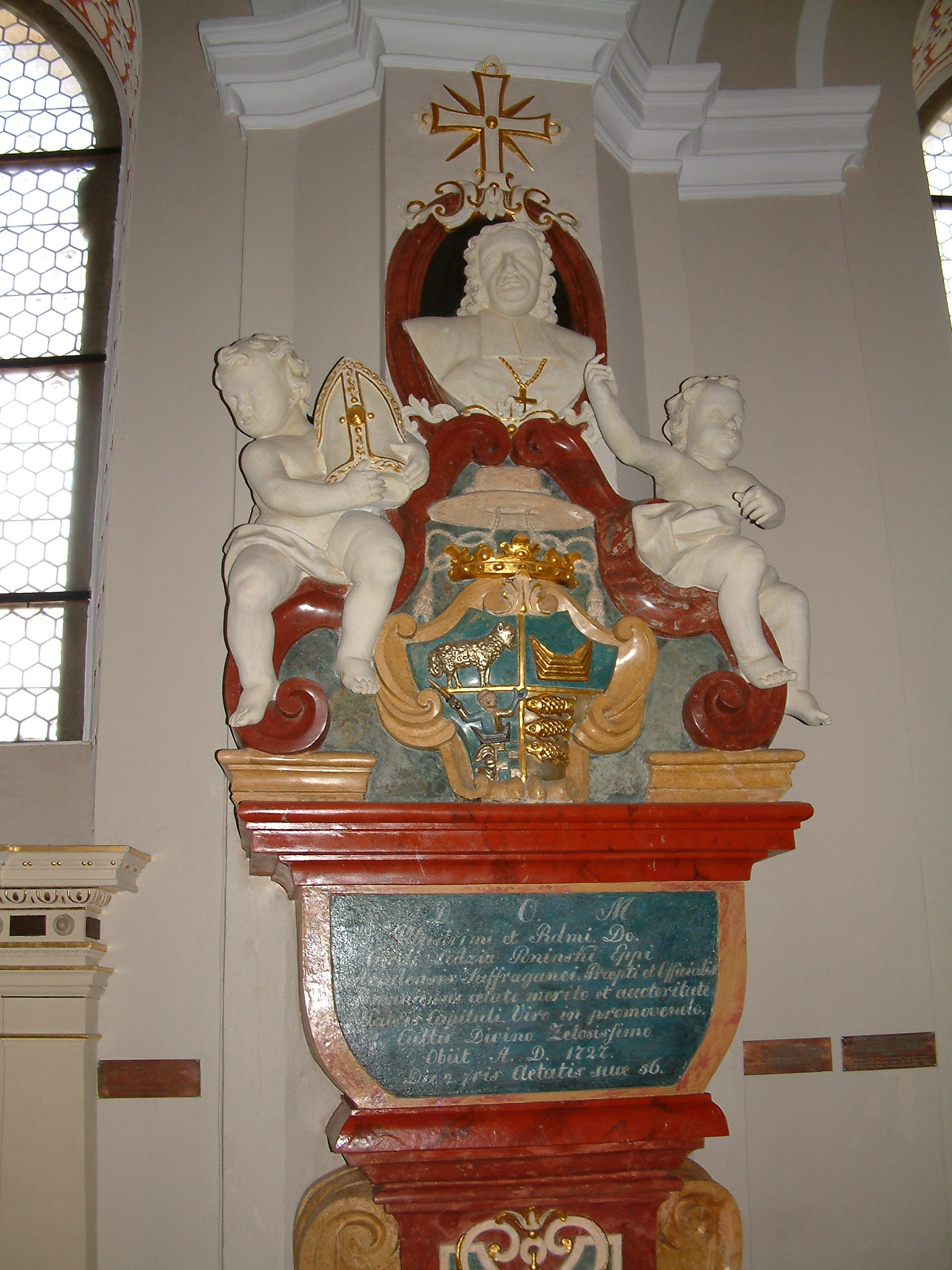
Epitafium Karola Ponińskiego

Powstała w latach 1731–1734 z połączenia kaplicy św. Marcina (wzniesiona w 1405–1406 z fundacji Ostrorogów, a w końcu XVI wieku przejęta przez Powodowskich herbu Łodzia) oraz kaplicy Narodzenia Najświętszej Maryi Panny (z 1313 ufundowana przez Gwiazdowskich). Po połączeniu nosiła nazwę kaplicy św. Jana Nepomucena, obecne wezwanie otrzymała w 1817.
W ołtarzu z 1817 roku kopia obrazu Matki Boskiej Częstochowskiej pędzla Leonarda Torwirta. W 2012 roku pod obrazem złożono relikwiarz św. Jana Pawła II.
Naprzeciwko nagrobek kanonika Jana Koźmiana (zm. 1877) dłuta Oskara Sosnowskiego, zaś pod oknem epitafium biskupa pomocniczego poznańskiego Karola Ponińskiego (zm. 1727).
Pozostałe nagrobki należą do kanonika Jakuba Prądzewskiego (zm. 1600) oraz rodu Powodowskich. W tym ostatnim spoczywają: Wawrzyniec (zm. 1543), jego żona Urszula i jego synów: Jana – proboszcza katedry i Hieronima – kanonika poznańskiego i archiprezbitera kościoła Mariackiego w Krakowie.
Według zapisków kronikarzy, Wawrzyniec Powodowski, który był joannitą, po swojej śmierci przez rok, podczas nabożeństw, wstawał z grobu i z dobytą szablą asystował podczas liturgii, stojąc między stallami prałatów i kanoników. Upiorne zjawisko ustało, jak głosi tablica znajdująca się na filarze, w dniu 26 kwietnia 1544, po odprawieniu specjalnych obrzędów. Wawrzyniec miał to czynić jako pokutę za niewypełnianie tego obowiązku podczas swojego życia i bezprawne podawanie się za komandora od 1531.
Na dwóch kopułach przykrywających kaplicę polichromie autorstwa Józefa i Łucji Oźminów przedstawiające sceny związane ze Stanisławem Kostką.

### Kaplica Serca Jezusowego
Powstała w XV wieku jako kapitularz. Jej obecny wystrój, według projektu Rogera Sławskiego powstał po gruntownym remoncie w latach 1904–1906.
W ołtarzu wykonanym w latach 1904–1906 znajduje się obraz Pielgrzym u stóp Chrystusa pędzla Piotra Stachiewicza z 1905 roku. Poniżej nagrobek arcybiskupa Floriana Stablewskiego (zm. 1905) – inspiratora renowacji kaplicy, dłuta Władysława Marcinkowskiego z 1935 roku.
Przy ołtarzu stoją dwa duże wazony wykonane z chińskiej porcelany. Z sufitu zwisa kryształowy wenecki żyrandol z początku XX wieku.
W marmurowym portalu, prowadzącym na zewnątrz znajdują się neroenesansowe drzwi z brązu wykonane w 1905 roku w Münster.

### Kaplica Matki Boskiej Anielskiej (Matki Boskiej i Świętych Aniołów, Szołdrskich)

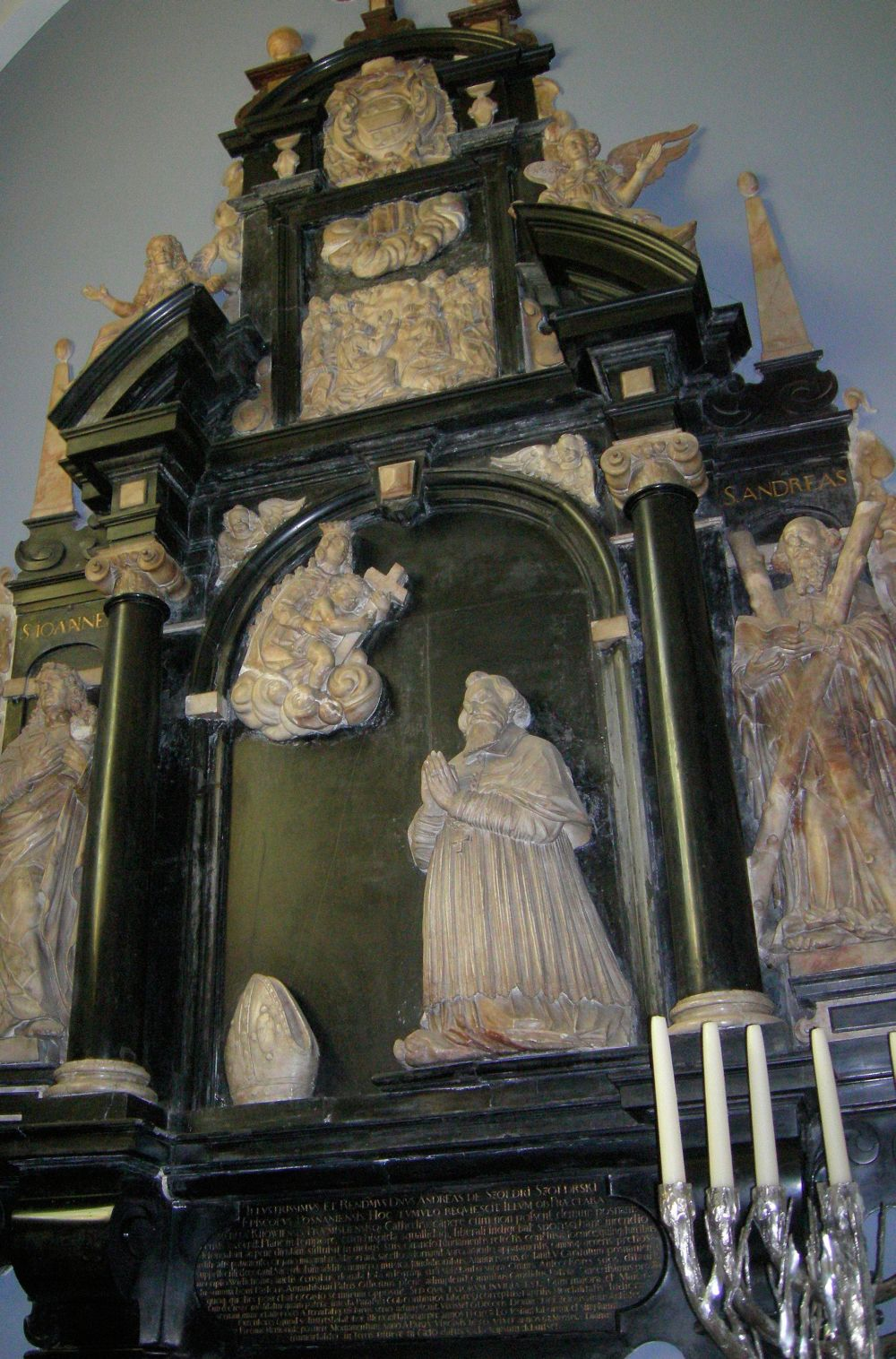
Nagrobek biskupa Andrzeja Szołdrskiego

Powstała w latach 1652–1656 z połączenia mniejszych kaplic: Znalezienia Świętego Krzyża i Niepokalanego Poczęcia Najświętszej Marii Panny oraz świętych Piotra, Pawła i Doroty jako miejsce spoczynku biskupa Andrzeja Szołdrskiego.
W jej wnętrzu, na łukach oddzielających kaplicę od nawy, widać resztki renesansowej polichromii: ornament roślinny z połowy XVI wieku i postaci dziesięciu apostołów z 1616.

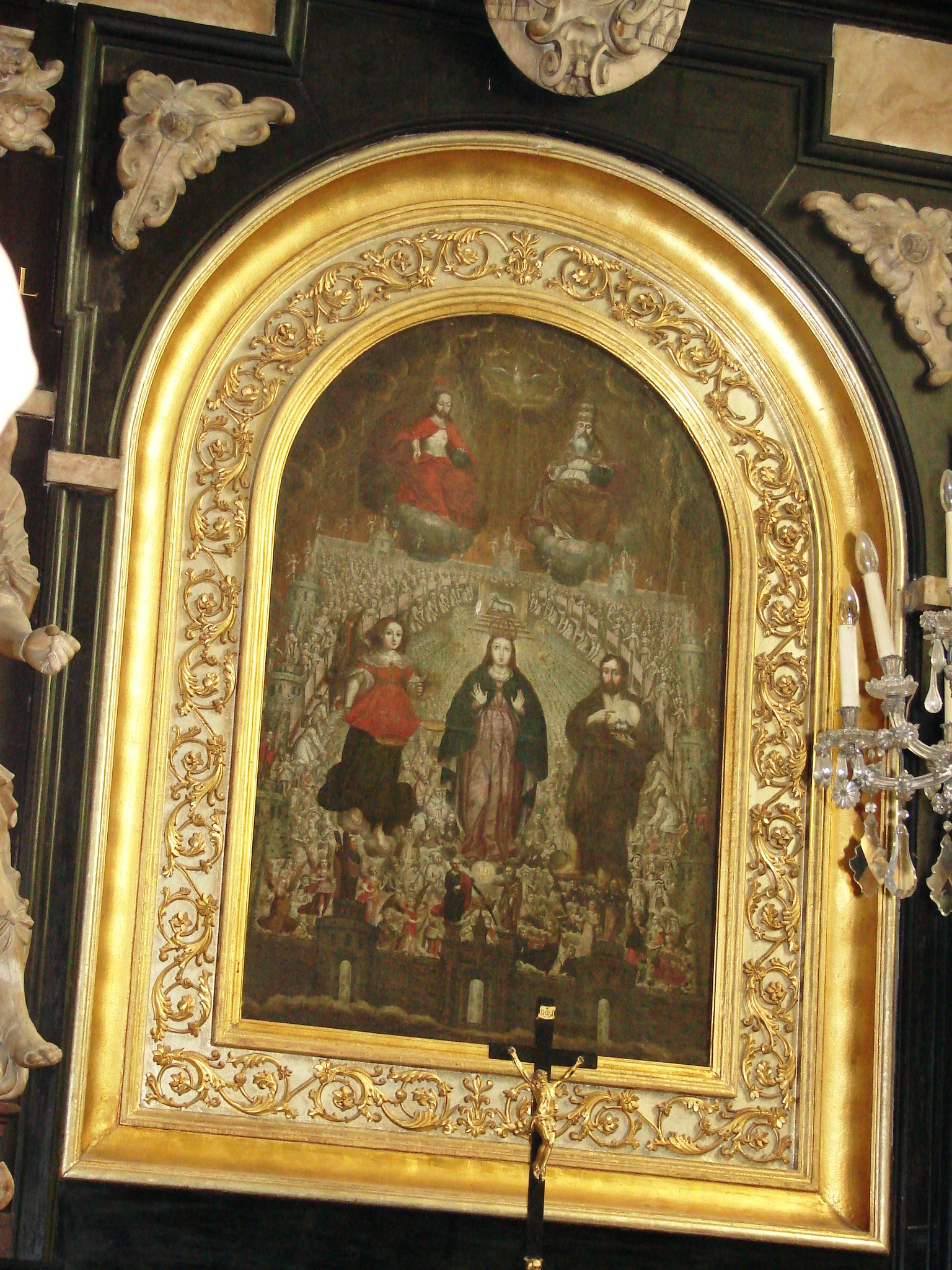
Niebieskie Jeruzalem Krzysztofa Boguszewskiego

W barokowym ołtarzu wisi obraz Niebieskie Jeruzalem pędzla Krzysztofa Boguszewskiego z 1628 roku. Przedstawia on Matkę Boską Orędowniczkę w towarzystwie Archanioła Michała i Jana Chrzciciela, a ponad nimi Trójca Święta. Po bokach obrazu rzeźby archaniołów: Michała i Gabriela pod którymi umieszczono medaliony przedstawiające Chrystusa i Matkę Bożą. W zwieńczeniu ołtarza obraz pędzla Grygiera z 1665 roku ukazujący archanioła Rafała z Tobiaszem. Na ołtarzu relikwiarz św. Jukudyna.
Naprzeciwko ołtarza nagrobek inicjatora przebudowy – biskupa Andrzeja Szołdrskiego (zm. 1650) z 1663 roku. Przedstawia on biskupa klęczącego przed Najświętszą Marią Panną, z figurami św. Jana Ewangelisty i św. Andrzeja Apostoła. W zwieńczeniu płaskorzeźbiona scena Wniebowstąpienie.
Między oknami znajduje się barokowe epitafium proboszcza Zygmunta Cieleckiego (zm. 1652).
Wejście do kaplicy zamykają gdańskie kraty wykonane w 1664 i 1666 roku.
28 lipca 1939 w kaplicy został pochowany arcybiskup mińsko-mohylewski Edward von Ropp.

### Kaplica Świętej Trójcy

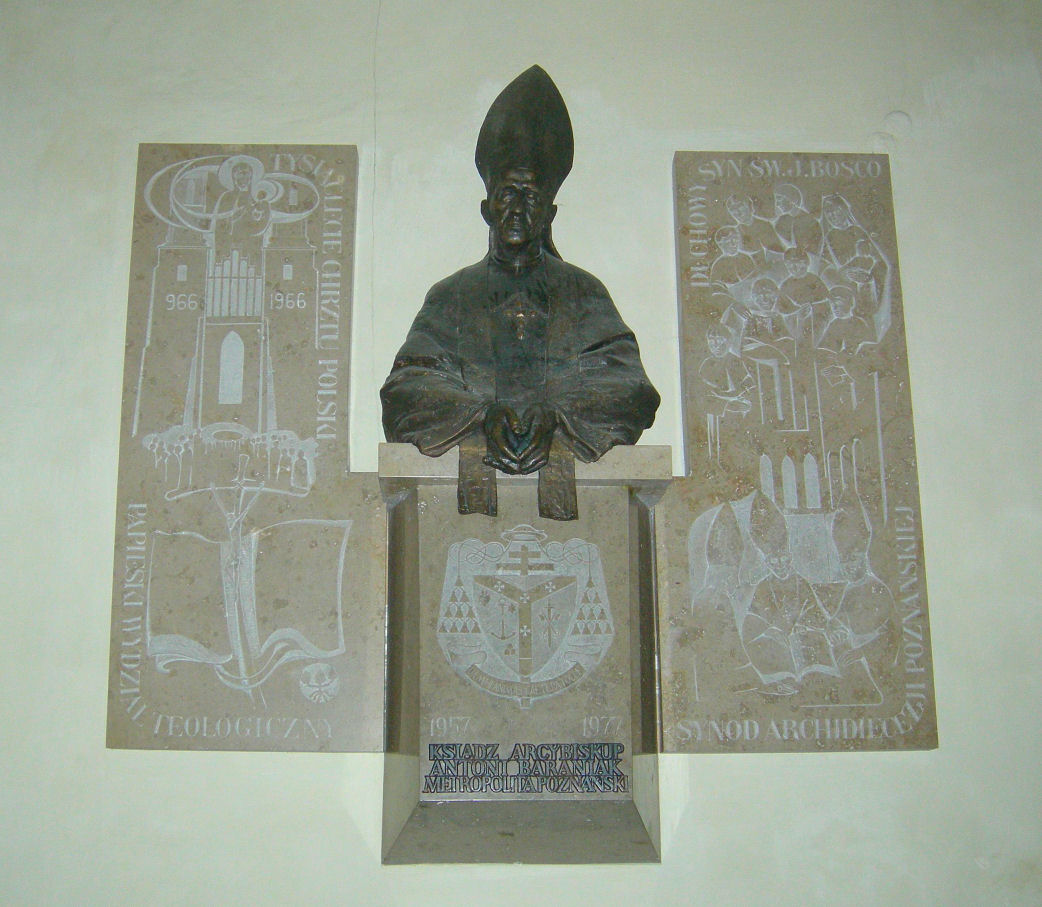
Nagrobek arcybiskupa Antoniego Baraniaka

Kaplica otrzymała dzisiejszy wygląd podczas remontu z lat 1575–1576 projektu twórcy poznańskiego ratusza Jana Baptysty di Quadro.
W ołtarzu z lat 1783–1794 rzeźba ukazująca Trójcę Świętą nad kulą ziemską w otoczeniu aniołów autorstwa Bernarda Smolkego, Jana Maltzahna i Augustyna Schöpsa
W kaplicy, naprzeciwko ołtarza znajduje się również nagrobek biskupa Adama Konarskiego (zm. 1574) zaprojektowany przez Jana Baptystę  di Quadro, natomiast postać biskupa wyrzeźbił Hieronim Canavesi.
Pod oknem znajduje się natomiast nagrobek arcybiskupa Antoniego Baraniaka wykonany przez Eugeniusza Olechowskiego w 1986.
Wystrój uzupełnia obraz-epitafium dziekana kapituły Andrzeja Przecławskiego (zm. 1571), ukazujący zmarłego wraz z rodzicami i rodzeństwem klęczących u stóp grupy pasyjnej ukazującej Jezusa na krzyżu, a po jego bokach Matka Boża i św. Jan Ewangelista

### Kaplica św. Jana Kantego

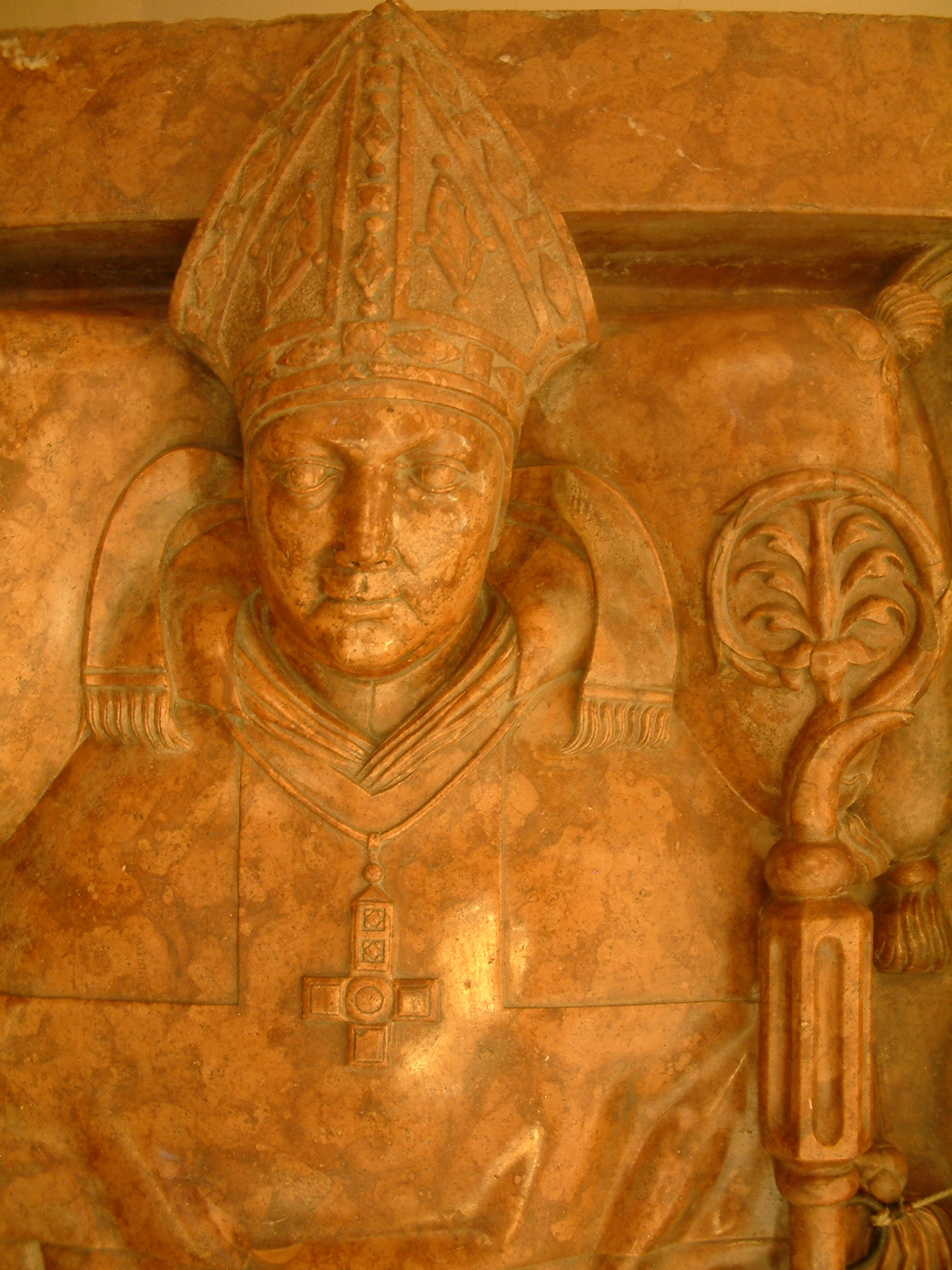
Fragment nagrobka biskupa Jana Lubrańskiego

Powstała około 1425 jako miejsce odprawiania nabożeństw dla profesorów i uczniów Akademii Lubrańskiego. Została zniszczona w 1790, a odbudowana w 1803.
W ołtarzu z 1805 roku znajduje się obraz św. Jana Kantego w stroju profesora Uniwersytetu Jagiellońskiego namalowany przez Jan Gładysza w 1803 roku. Pod oknem znajduje się renesansowa płyta nagrobna biskupa Jana Lubrańskiego wykonana przez jednego z rzeźbiarzy warsztatu Bartłomieja Berrecciego.
Do wystroju należy również gotycka chrzcielnica z XV wieku wykonana z trybowanej blachy miedzianej i pomnik biskupa Marcina Dunina (zm. 1842) wykonany przez Andrzeja Friedericha ze Strasburga w 1846 roku.

### Południowa Kruchta
Zbudowana jako część kaplicy Królewskiej Przemysła II. Po zniszczeniu kaplicy w 1307 roku odbudowano ją już jako osobne pomieszczenie przykryte sklepieniem żaglastym.
W jej wnętrzu znajduje się krucyfiks z pierwszej połowy XVII wieku Oraz rzeźby Najświętszej Marii Panny i św. Jana Ewangelisty z początku XVI wieku.

### Kaplica św. Stanisława Biskupa i Męczennika (królewska)

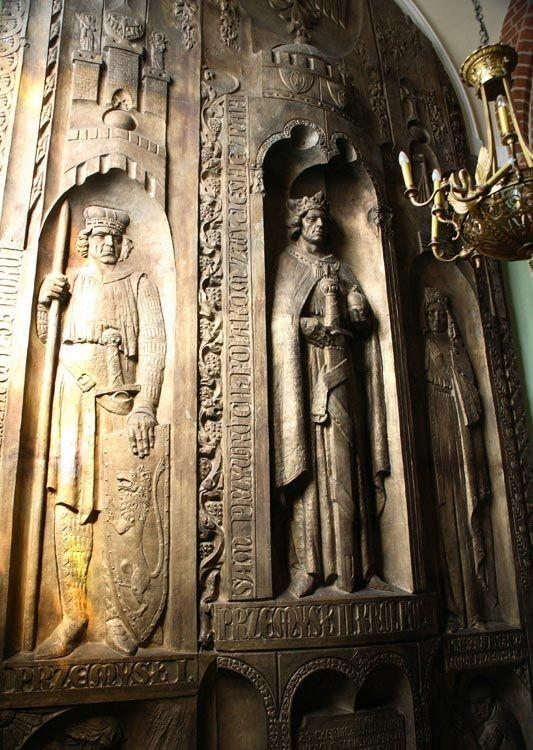
Epitafium Przemysła I, Przemysła II i Rychezy

Najstarsza z kaplic. Zbudował ją Przemysł II jako miejsce pochówku swojej żony Rychezy (pochowana w kaplicy w 1293 roku), a po swojej śmierci również i on tu spoczął (pochowany w 1296), jednak ufundowany przez niego nagrobek został zniszczony w 1371 roku, gdy uderzenie pioruna doprowadziło do zawalenia się południowej wieży. Obecny kształt kaplicy nadała przebudowa z lat 1793–1794
W ołtarzu z XIX wieku kopia obrazu Palmy Młodszego ufundowanego przez Zygmunta III Wazę dla katedry warszawskiej wykonana przez Marcelego Bacciarellego. Przedstawia ona adorację Matki Bożej z Dzieciątkiem  przez św. Jan Chrzciciela i św. Stanisława.
Pod oknem znajduje się epitafium arcybiskupa Leona Przyłuskiego z popiersiem autorstwa Oskara Sosnowskiego zwieńczone rzeźbą Matki Boskiej z Dzieciątkiem.
Z racji 700-lecia koronacji Przemysła II na króla Polski z inicjatywy Towarzystwa Opieki nad Zabytkami Oddział w Poznaniu – przeprowadzono w 1995 generalny remont kaplicy. W oknie zamontowano nowy witraż autorstwa Jana Gawrona. Na zachodniej ścianie kaplicy osadzono potężną płytę epitafijną z brązu ważącą około 3200 kg, wykonaną według projektu Mariana Koniecznego. Płaskorzeźba przedstawia w centralnej części Przemysła II, króla Polski, w towarzystwie ojca Przemysła  I i żony Rychezy. Ponad nimi orzeł Przemysła II.

## Podziemia
W północnej wieży znajduje się wejście do podziemi, gdzie można obejrzeć w rezerwacie archeologicznym fragmenty katedry preromańskiej i romańskiej (mury z okrzesków, przedromańskie bazy kolumn), a także relikty grobowców, prawdopodobnie grobowce pierwszych władców Polski. Znajduje się tam również misa z X wieku (najprawdopodobniej chrzcielnica lub służąca do rozrabiania wapna), z której być może przyjął chrzest Mieszko I i poddani. Znaleziska te odkryto podczas prac w 1946 roku oraz w latach 1951–1956. Według nowszych interpretacji znalezisk, grobowiec w centrum nawy głównej był miejscem pochówku pierwszego biskupa w państwie Mieszka – Jordana (według prof. Przemysława Urbańczyka)
Nieco dalej, w drugiej krypcie znajduje się lapidarium z pozostałościami nagrobków i epitafiów

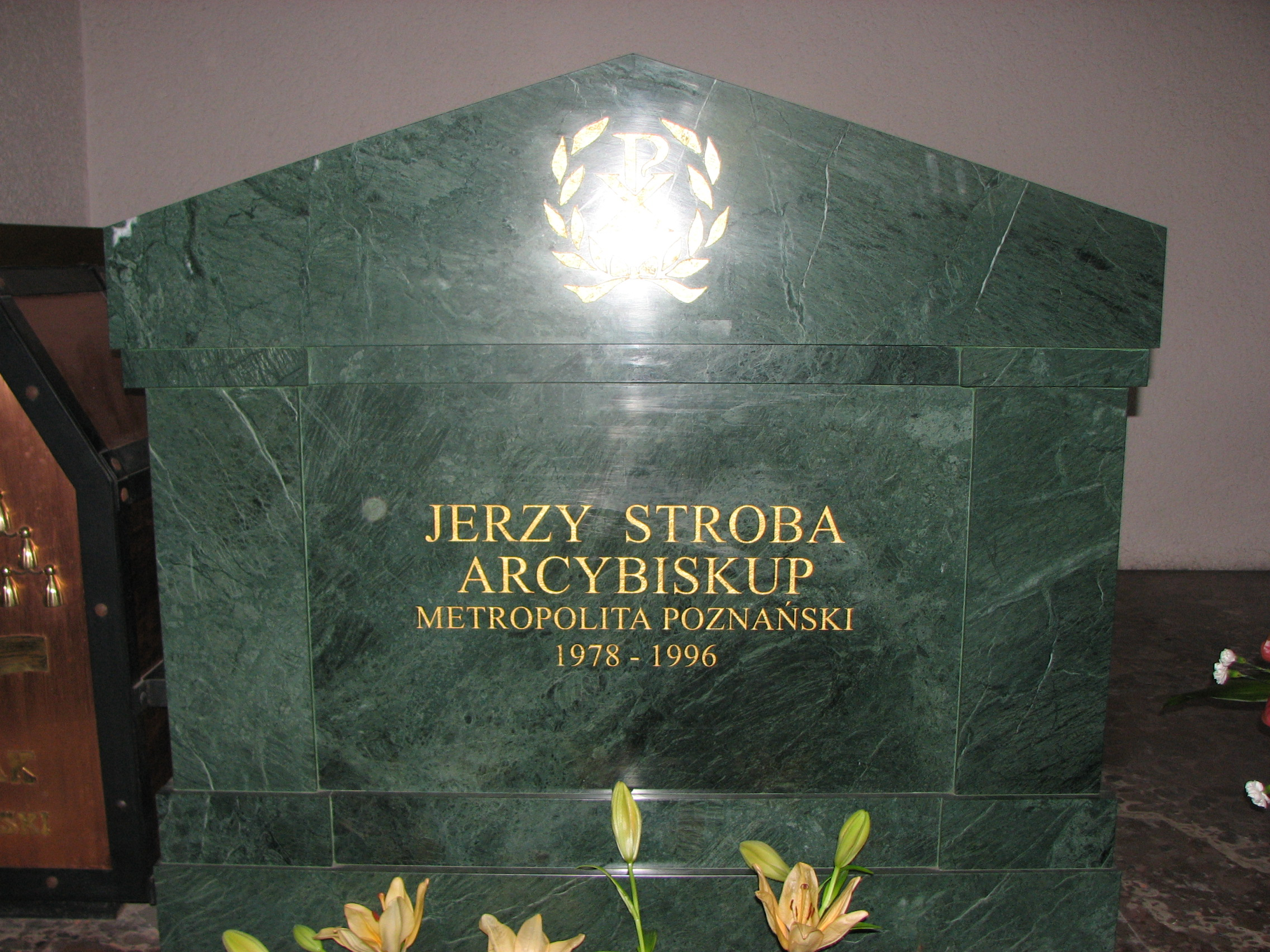
Nagrobek arcybiskupa Jerzego Stroby

Ostatnia krypta, od 1963 roku służy za miejsce spoczynku metropolitów i biskupów pomocniczych poznańskich. Znajdują się tam trumny z doczesnymi szczątkami następujących biskupów:
- W krypcie głównej:
  - abp Jerzy Stroba – metropolita poznański
  - abp Antoni Baraniak – metropolita poznański
  - abp  Walenty Dymek – metropolita poznański
  - abp Edward Likowski – metropolita poznańsko-gnieźnieński, prymas Polski
  - abp Florian Stablewski – metropolita poznańsko-gnieźnieński, prymas Polski
  - abp Julius Dinder – metropolita poznańsko-gnieźnieński, prymas Polski
  - bp Wojciech Tolibowski – ordynariusz poznański
  - kard. Mieczysław Ledóchowski – metropolita poznańsko-gnieźnieński, prymas Polski
  - abp Leon Przyłuski – metropolita poznańsko-gnieźnieński, prymas Polski
  - abp Marcin Dunin – metropolita poznańsko-gnieźnieński, prymas Polski
  - abp Teofil Wolicki – metropolita poznańsko-gnieźnieński, prymas Polski
  - abp Tymoteusz Gorzeński – metropolita poznańsko-gnieźnieński, prymas Polski
- w krypcie bocznej: 
  - kard. Bolesław Filipiak – dziekan Roty Rzymskiej
  - kard. Zenon Grocholewski – prefekt Kongregacji ds. Edukacji Katolickiej
  - bp Franciszek Jedwabski, biskup pomocniczy poznański, wikariusz generalny
  - inf. Franciszek Marlewski  – protonotariusz apostolski
  - inf. Nikodem Mędlewski – protonotariusz apostolski

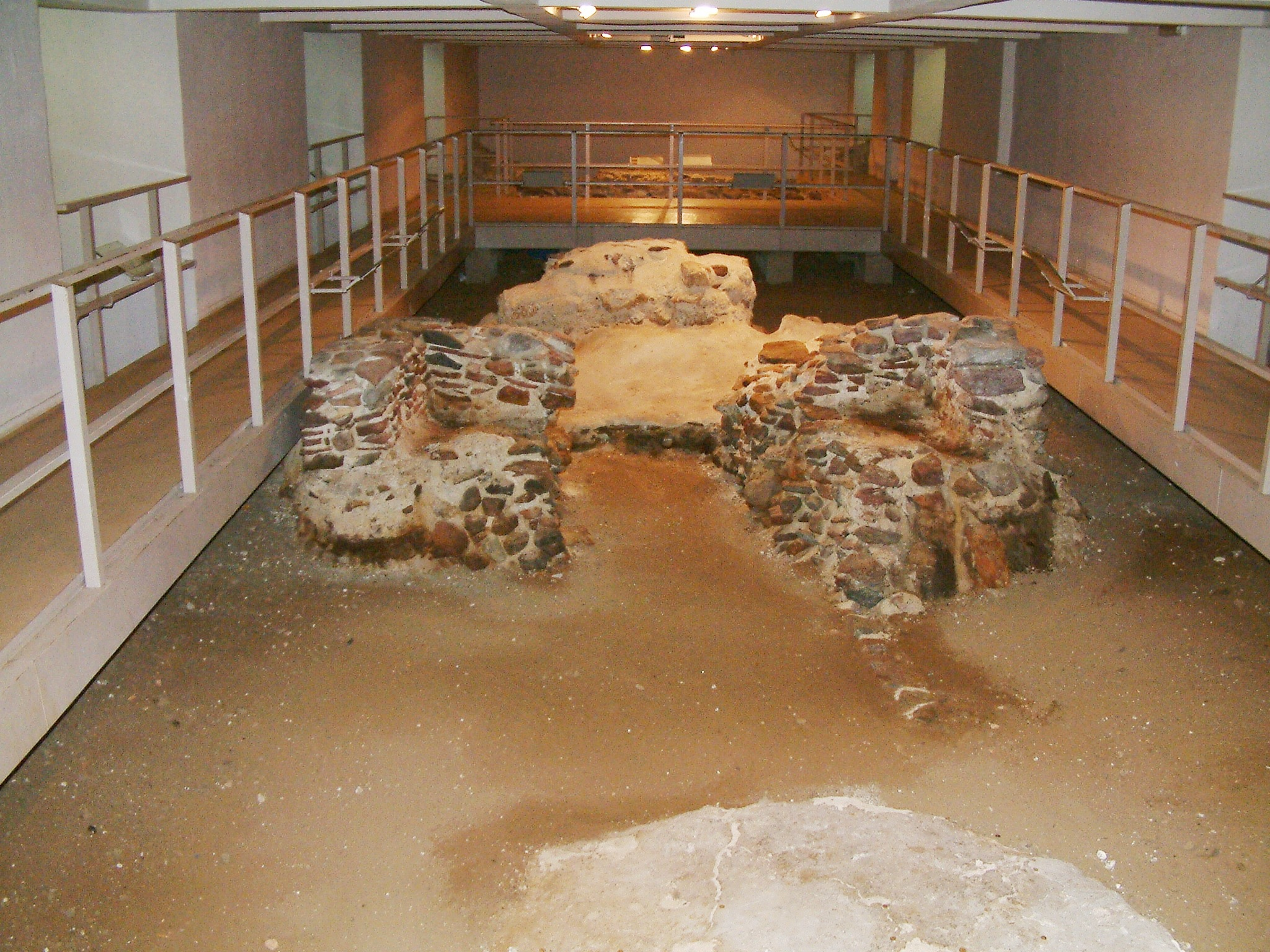
Pozostałości przedromańskiej katedry
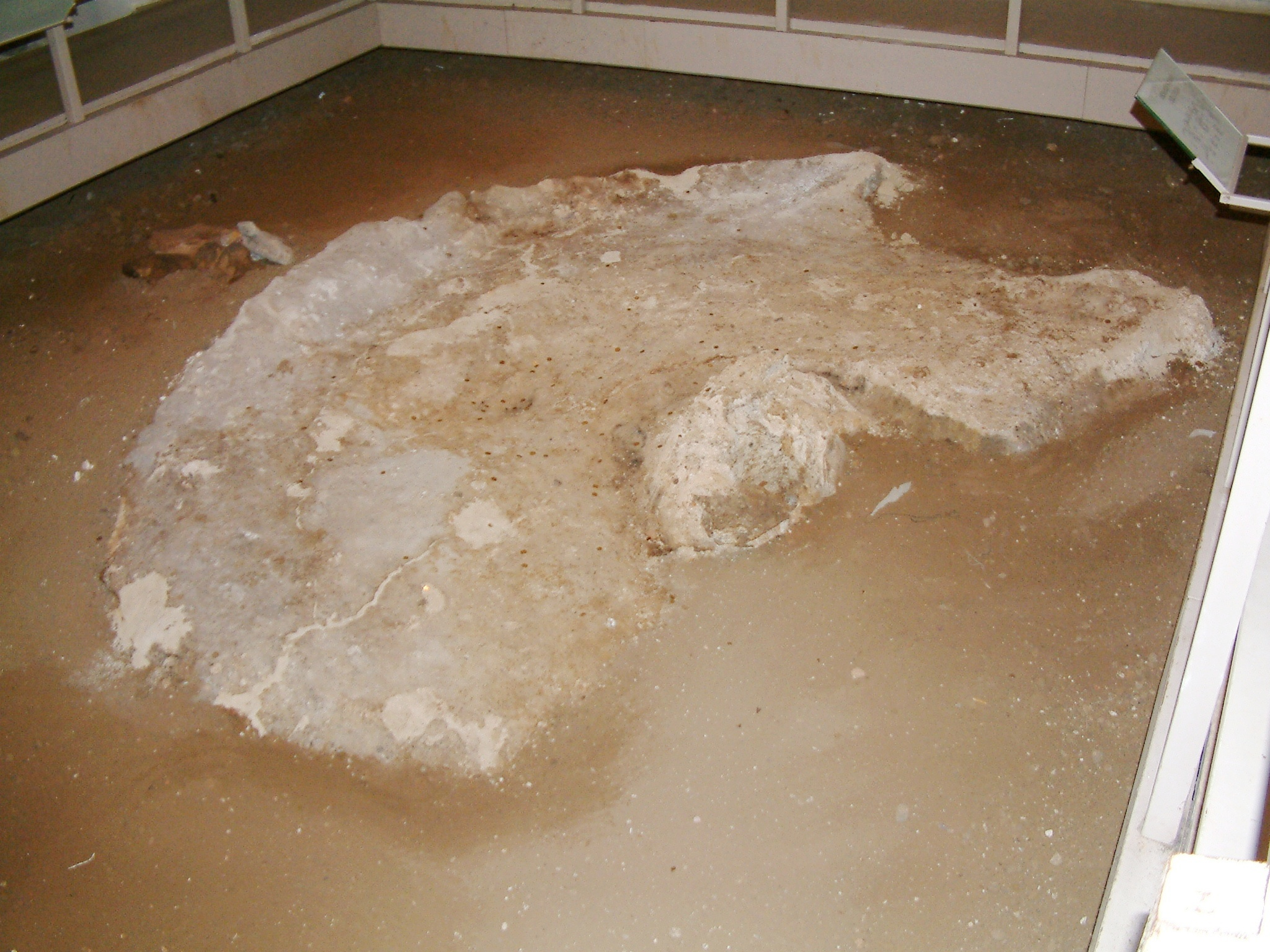
Hipotetyczna misa chrzcielna
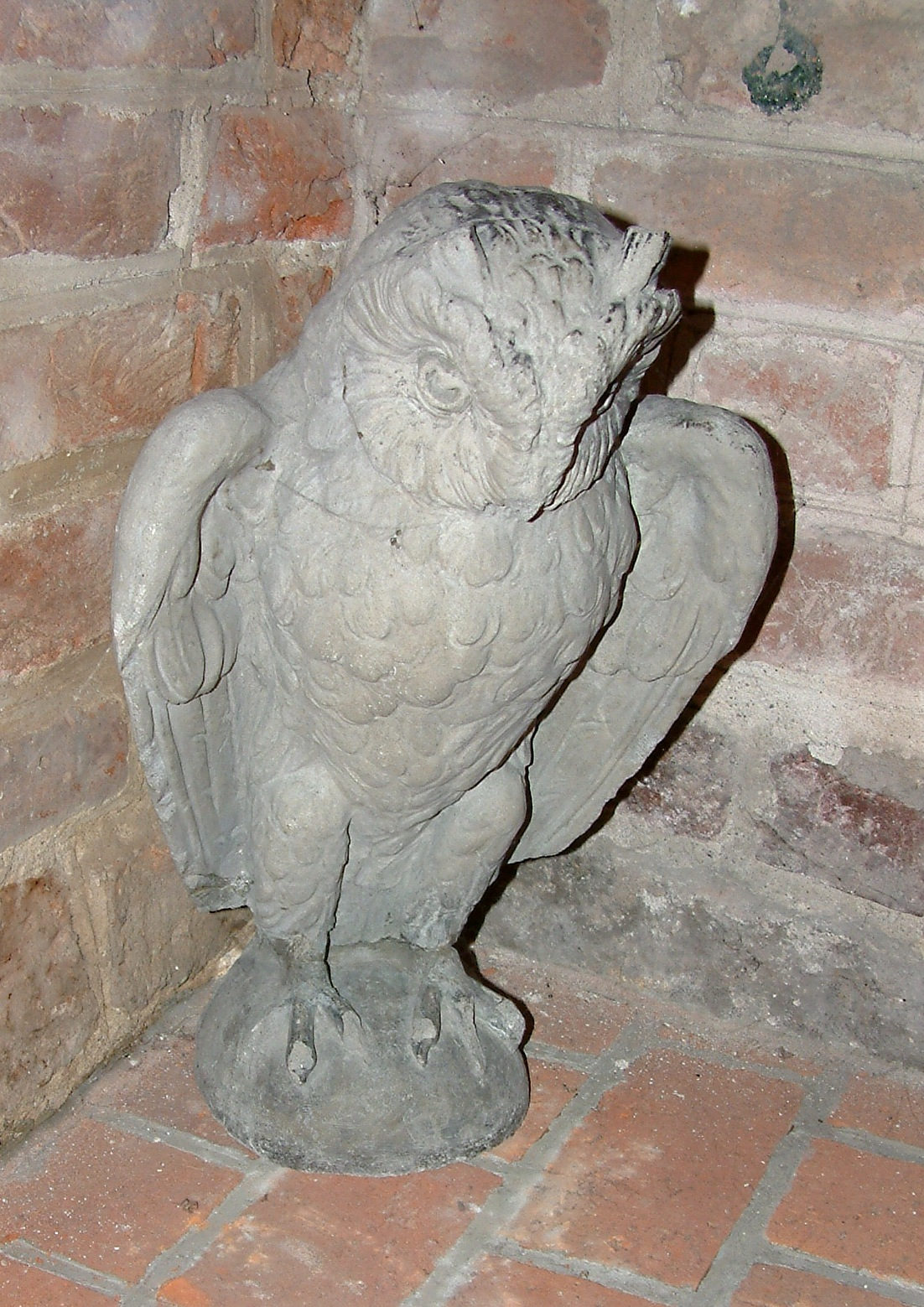
Kamienna sowa, eksponat w lapidarium
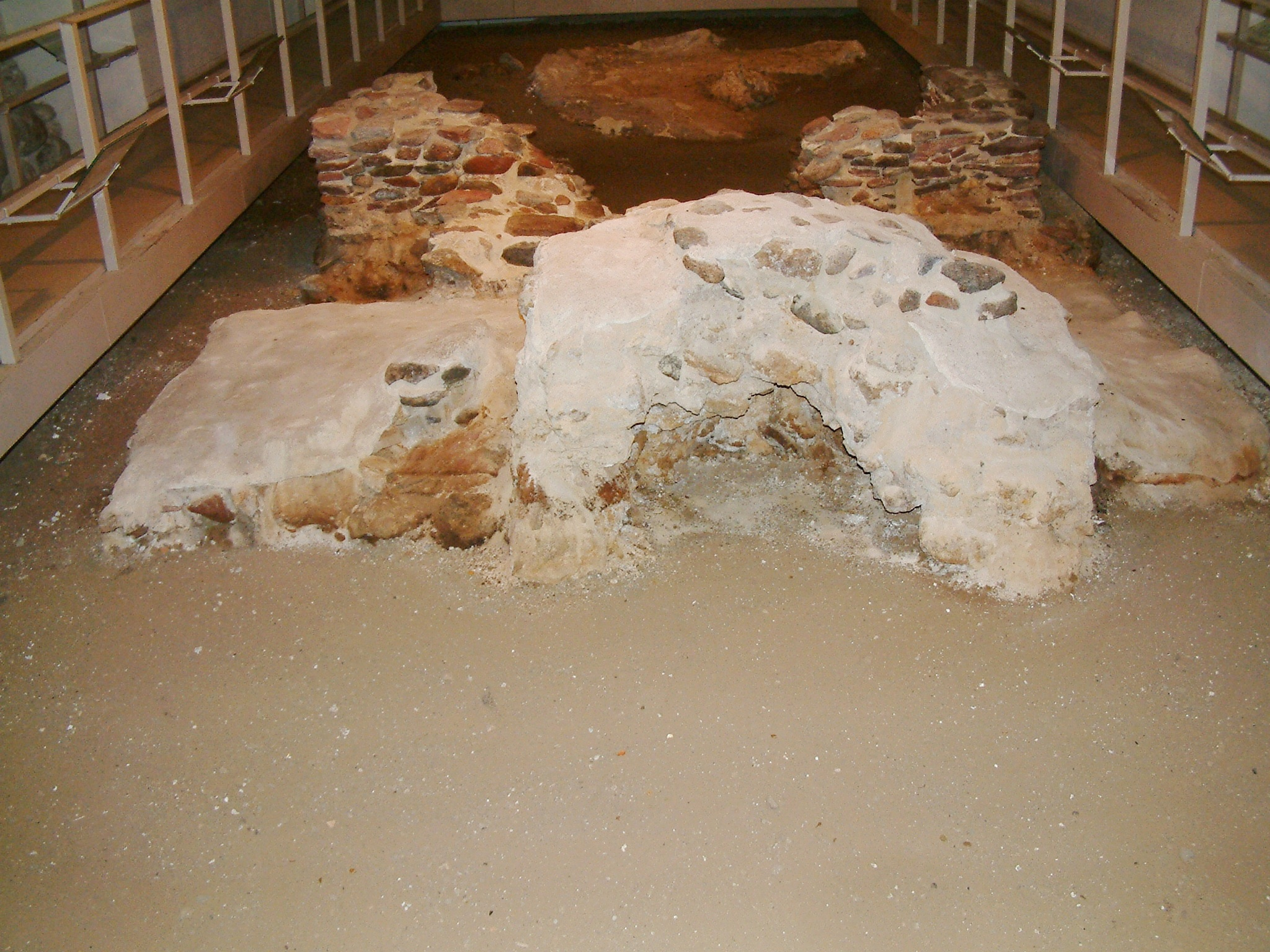
Pozostałości przypuszczalnego grobowca Mieszka I
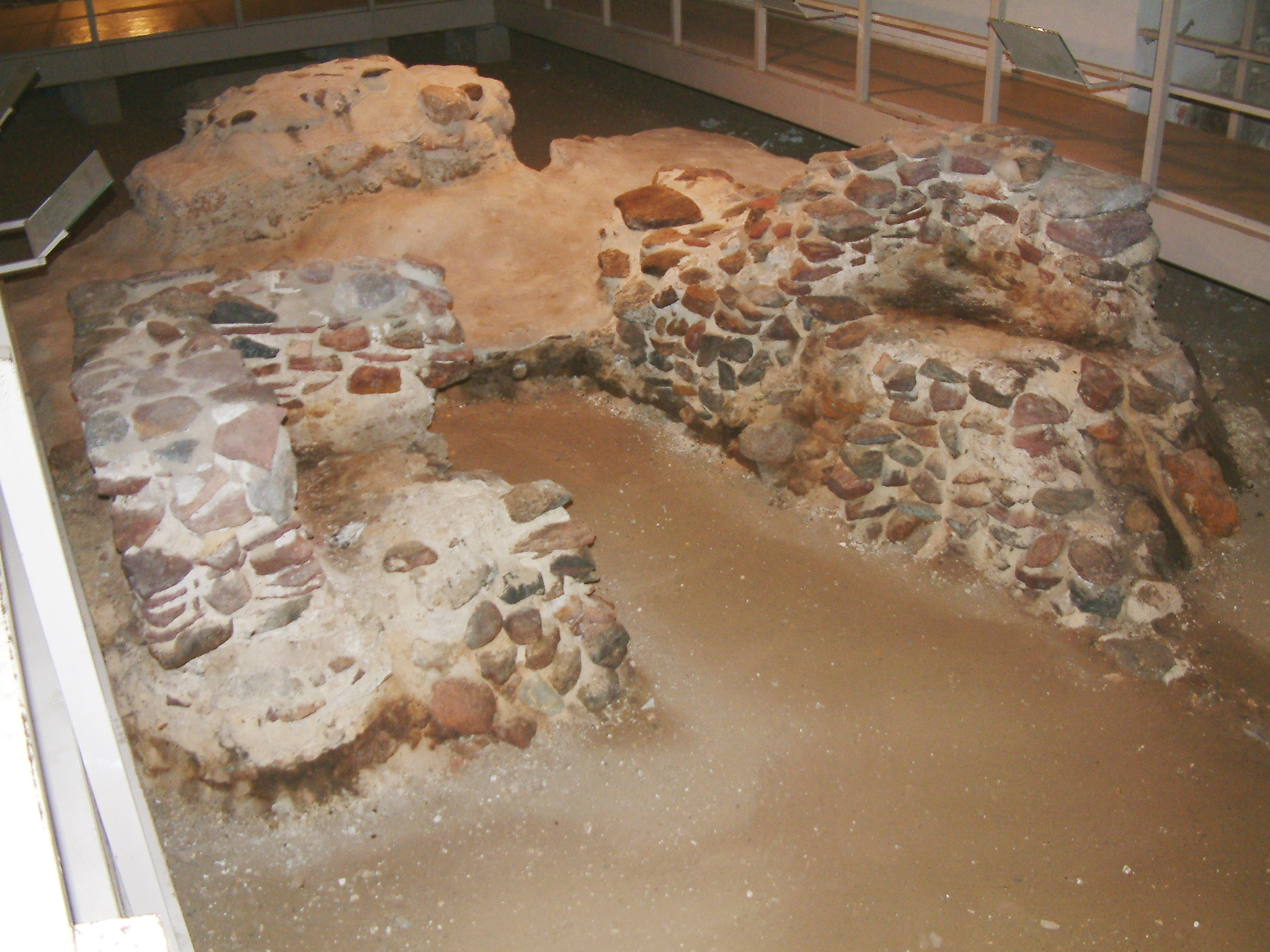
Pozostałości obramowania, które otaczało przypuszczalny grobowiec Bolesława Chrobrego
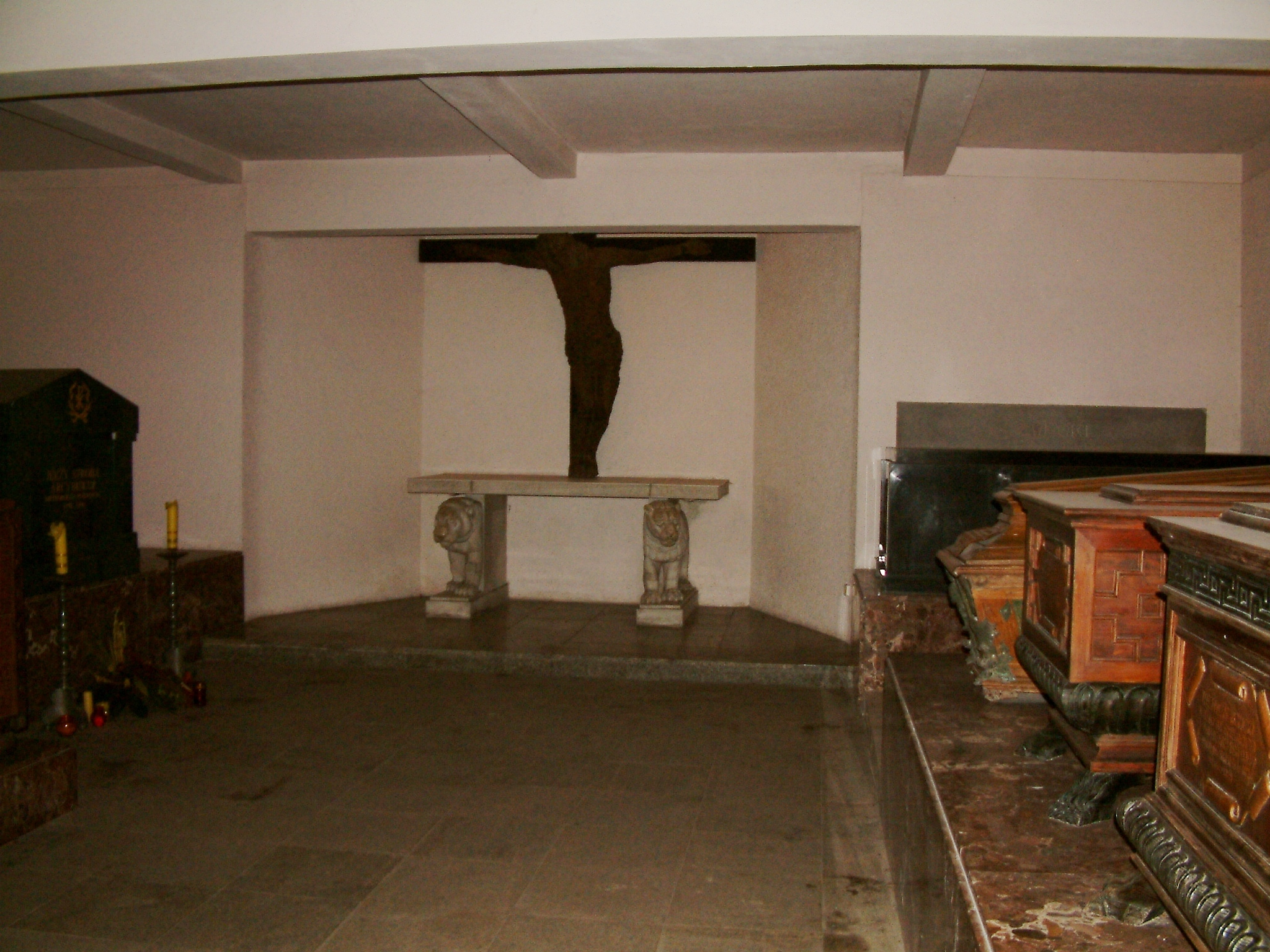
Krypta arcybiskupia

## Organy
Nie wiadomo konkretnie, kiedy zostały wybudowane pierwsze organy. Informacja o instrumencie w zachowanych od początków XV wieku aktach kapitulnych pojawia się dopiero około 1404 roku. Biskup Wojciech Jastrzębiec zawarł wraz z kapitułą umowę z organomistrzem Trojanem na budowę nowych organów. W dwudziestoleciu międzywojennym zrodziła się myśl posiadania dużych, nowoczesnych organów. Organy te uległy uszkodzeniu w pożarze katedry w 1945 roku.
W 1955 Władysław Kaczmarek z Wronek wybudował tymczasowe organy o 27 głosach.
7 października 1997 w archikatedrze powstał zespół do spraw budowy nowego instrumentu. Budowę powierzono lokalnej firmie Jana Drozdowicza. Prace trwały trzy lata, a poświęcenia dokonano 29 czerwca 2001 roku.
26 października 2024 abp.Stanisław Gądecki poświęcił nowe, mniejsze organy - pozytyw, znajdujący się w kaplicy Najświętszego Sakramentu. Jego budowniczym jest również Jan Drozdowicz.
Dyspozycja organów głównych:
| Manuał I            | Manuał II              | Manuał III                  | Pedał            |
| Hauptwerk           | Oberwerk               | Schwellwerk                 |                  |
| ------------------- | ---------------------- | --------------------------- | ---------------- |
| 1. Prinzipal 16'    | 1. Gedackt 16'         | 1. Bordun 16'               | 1. Untersatz 32' |
| 2. Prinzipal 8'     | 2. Flöten-prinzipal 8' | 2. Italienisch Prinzipal 8' | 2. Prinzipal 16' |
| 3. Gambe 8'         | 3. Gemshorn 8'         | 3. Salicional 8'            | 3. Violon 16'    |
| 4. Konzert-flöte 8' | 4. Quintadena 8'       | 4. Vox coelestis 8'         | 4. Subbass 16'   |
| 5. Gedackt 8'       | 5. Portunal 8'         | 5. Flauto dolce 8'          | 5. Oktavbass 8'  |
| 6. Oktave 4'        | 6. Prästant 4'         | 6. Prinzipal 4'             | 6. Gemsbass 8'   |
| 7. Rohrflöte 4'     | 7. Flauto dolce 4'     | 7. Travers-flöte 4'         | 7. Choralbass 4' |
| 8. Quinte 2 2/3'    | 8. Nasard 2 2/3'       | 8. Gemshorn 2'              | 8. Nachthorn 2'  |
| 9. Super-oktave 2'  | 9. Feldflöte 2'        | 9. Progressio 3f            | 9. Mixtur 4f.    |
| 10. Kornett 5f.     | 10. Terz 1 3/5'        | 10. Oboe 8'                 | 10. Bombarde 32' |
| 11. Mixtur 5-6f.    | 11. Sifflöte 1'        | 11. Trompette harmonique 8' | 11. Posaune 16'  |
| 12. Trompete 16'    | 12. Scharff 3f.        | Röhrenglocken               | 12. Trompete 8'  |
| 13. Trompete 8'     | 13. Dulcian 16'        |                             |                  |
| 14. Trompete 4'     | 14. Clarinette 8'      |                             |                  |

## Dzwony
Historia dzwonów katedry jest związana z dziejami jej wież. Częste katastrofy budowlane i pożary w roku 1267, 1371, 1622, 1772 skutkowały utratą dzwonów. W 1945 roku przez wielki pożar wież spowodowany pociskami armatnimi spłonęły cztery główne dzwony świątyni, które zwiastowały miastu i archidiecezji początek Wielkiego Postu i o północy zmianę roku. Nowe dzwony odbudowywanej w latach 1946-1956 katedry postanowiono zawiesić na wieży południowej z wybudowaną na ten cel w jej wnętrzu osobną wieżą betonową. Wiosną 1961 roku na placu katedralnym stanęło rusztowanie, na którym zawisło siedem dzwonów. Dwa najmniejsze i największy dzwon przeniesiono tu z innych poznańskich kościołów. 24 czerwca tego samego roku dzwony uroczyście poświęcił bp. Antoni Baraniak w obecności tłumu wiernych. Wszystkie dzwony odzywają się w najważniejsze święta oraz uroczystości.
| Imię                            | Ton      | Waga        | Średnica | Rok Odlania | Ludwisarz                              |
| ------------------------------- | -------- | ----------- | -------- | ----------- | -------------------------------------- |
| św. Wawrzyniec (prawdopodobnie) | d" (+)   | ok. 200 kg  | 68 cm    | 1456        | nieznany                               |
| św. Mikołaj (prawdopodobnie)    | c" (+)   | ok. 280 kg  | 77 cm    | 1533        | nieznany                               |
| św. Stanisław                   | g' (+)   | ok. 650 kg  | 101 cm   | 1961        | A. Brzeziński i T. Wysocki, Poznań     |
| św. Antoni                      | f' (+)   | ok. 950 kg  | 114 cm   | 1961        | A. Brzeziński i T. Wysocki, Poznań     |
| Maryja                          | dis' (+) | ok. 1400 kg | 130 cm   | 1961        | A. Brzeziński i T. Wysocki, Poznań     |
| św. Piotr                       | d'       | ok. 2000 kg | 145 cm   | 1960        | A. Brzeziński i T. Wysocki, Poznań     |
| Salvator Mundi                  | b0 (-)   | ok. 3600 kg | 178 cm   | 1791        | Johann Friedrich Schlenkermann, Poznań |